# Brauchtum Ostfrieslands

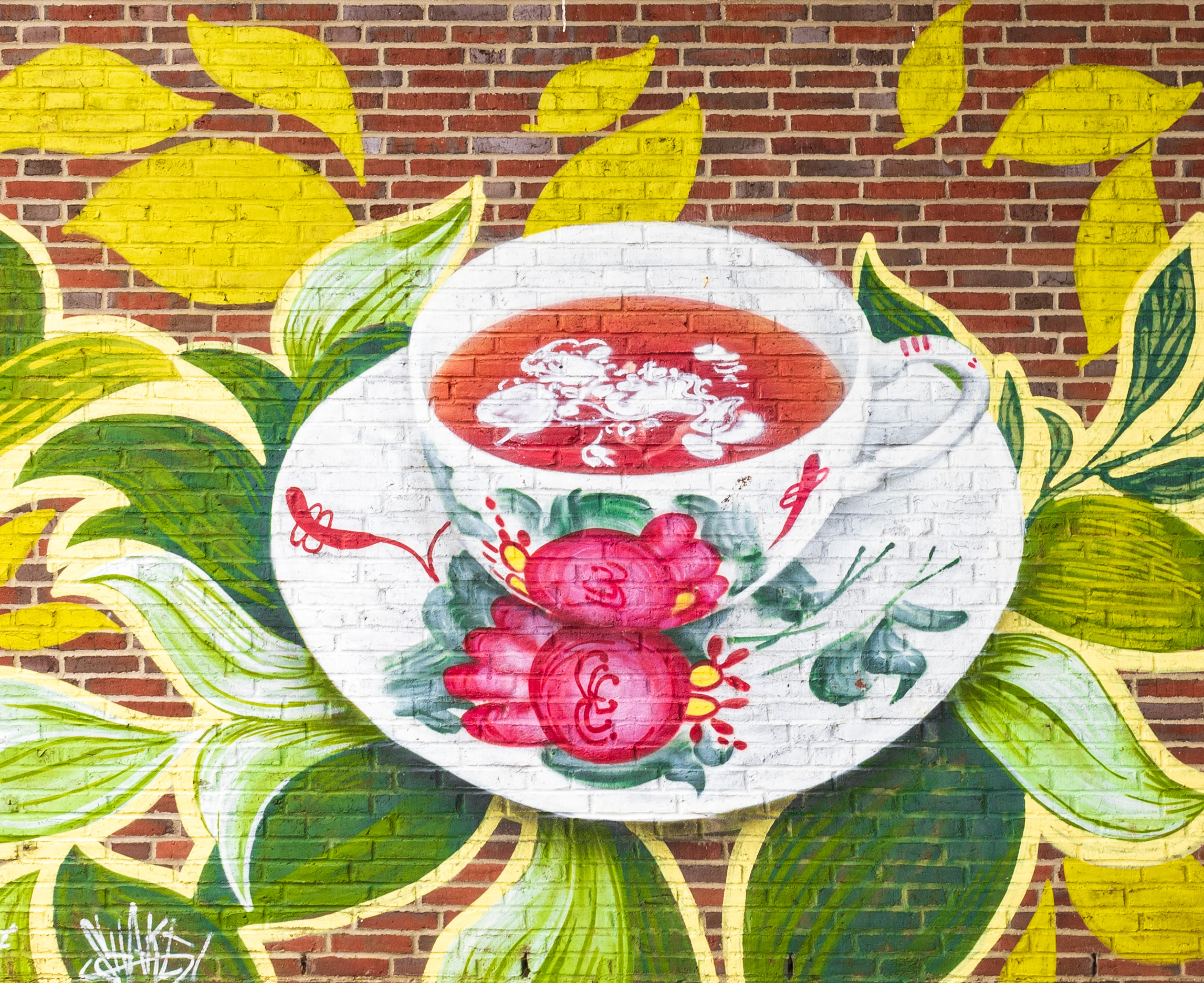
Graffito mit Ostfriesenteemotiv in Holtland

Das Brauchtum Ostfrieslands spielt bis heute eine große Rolle im Jahres- und Lebenslauf. Die bekannteste Tradition über die Region hinaus ist die Ostfriesische Teekultur. Neben festen Ritualen zu Feiertagen wie Neujahr, Ostern oder Weihnachten gibt es Bräuche, die sich an Lebensstationen wie Geburt, Hochzeit oder Tod orientieren. Viele stammen aus dem Christentum, oft vermischt mit heidnischen Elementen.
Ostfrieslands jahrhundertelange Isolation durch die Moore im Süden und die enge Verbindung zur See prägten eine eigenständige Brauchtumskultur. Dennoch gibt es viele Parallelen zu den Traditionen benachbarter Regionen wie Oldenburg, Jeverland oder Groningen – bedingt durch wirtschaftliche und kulturelle Verflechtungen.
Ein weiteres Moorgebiet teilte Ostfriesland einst in zwei Hälften. Das spiegelt sich im Brauchtum wider: Einige Rituale sind in der ganzen Region verbreitet, andere existieren nur in einzelnen Dörfern oder auf den Inseln.

## Bräuche im Jahreslauf

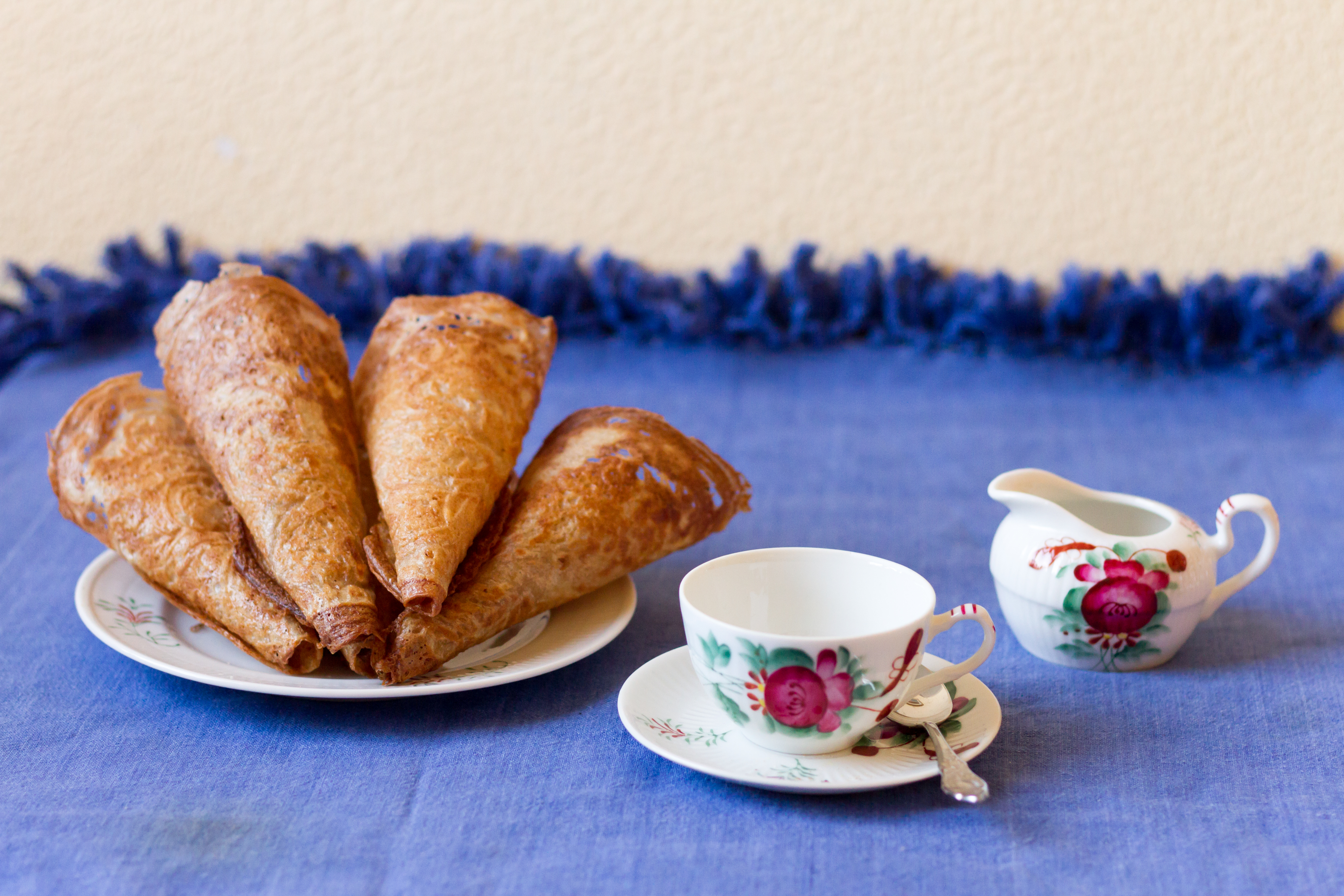
Rullekes werden zum Jahreswechsel gern zum Tee gereicht.

### Silvester und Neujahr
Zu den Silvesterbräuchen gehört das Karbidschießen. Dabei füllt man Metall- oder Milchkannen mit Wasser und Calciumcarbid. Das entstehende Gasgemisch Acetylen explodiert bei Zündung und erzeugt laute Knalle. Ursprünglich diente der Brauch der Geistervertreibung, heute ist er ein beliebtes Gemeinschaftsritual.
Am Neujahrstag ist es in vielen Dörfern Tradition, Nachbarn oder Bekannte zu besuchen und ihnen Glück fürs neue Jahr zu wünschen. Dieser Brauch, meist nach dem Mittagessen oder am Abend, heißt de Nabers oflopen – „die Nachbarschaft ablaufen“. Gastgeber reichen dabei oft Neeijahrskoken oder Bohntjesopp, eine Spezialität aus in Branntwein eingelegten Rosinen.

### Sternsingen
Das Sternsingen war bis ins 19. Jahrhundert auch im protestantischen Ostfriesland verbreitet und wurde Ende des 20. Jahrhunderts in einigen Kirchengemeinden wiederbelebt. Früher zogen die Sterndreher – oft arme Leute – singend mit einem Stern auf einem Stock von Haus zu Haus und erhielten Speck, Mettwurst oder getrocknete Bohnen. Heute verkleiden sich Kinder als die Heiligen Drei Könige und sammeln um den 6. Januar Spenden für wohltätige Zwecke. Das plattdeutsche Steerndreiherleed erinnert an diesen alten Brauch.

### Fastnacht
Beim Fastnachtslaufen ziehen Auszubildende und Gesellen am Rosenmontag lärmend von Haus zu Haus – vor allem im Harlingerland, Jeverland und auf Wangerooge. Angeführt von einem „Hauptmann“ mit Teufelsgeige, begleitet von einem „Schornsteinfeger“ mit Rußbeutel und einem „Eierweib“, singen sie und sammeln Geld sowie Lebensmittel für das gemeinsame Fest mit den Meistern am Abend. Am Fastnachtsdienstag übernehmen die Kinder den Heischebrauch: maskiert und singend erbitten sie Süßigkeiten. Eine typische Leckerei sind Heedwigs – große Hefebrötchen mit Rosinen und Sukkade, die traditionell in dieser Zeit gebacken werden.

### Osterbrauchtum
Das Osterfeuer hat eine lange Tradition. Wochen vor Ostern sammeln die Menschen Reisigholz, Äste und anderes Brennmaterial und schichten es zu großen Haufen auf. In Ostfriesland heißen die Feuer Paaskefüür, abgeleitet vom plattdeutschen Paasken (Ostern), das seinen Ursprung im jüdischen Passah-Fest hat. Am Abend des Ostersonnabends versammelt sich die Dorfgemeinschaft, entzündet das Feuer und feiert mit Musik und Getränken. Der Brauch soll den Winter vertreiben und den Frühling begrüßen.
Auf Borkum errichten junge Leute das Osterfeuer nach einer besonderen Tradition. Zunächst sichern sie es mit vier großen Baumstämmen, den Stönern, die sie im Dünensand verankern. Zwischen diesen Stapeln schichten sie das Brennholz sorgfältig auf, damit es gleichmäßig abbrennt und nicht frühzeitig einstürzt.

Ein zentrales Element ist eine Puppe, die hoch im Feuer aufgehängt wird. Sie wird Tom Dooley genannt – angelehnt an den US-amerikanischen Folksong über einen mutmaßlichen Mörder, der gehängt wurde. 
Zu Ostern ist das Eiertrullern oder Eiertrüllen weit verbreitet. Am Ostersonntag lassen Kinder und Erwachsene ihre hart gekochten Ostereier Deiche, Dünen oder andere Erhebungen hinunterrollen – etwa am Plytenberg oder den Eierbergen in Wallinghausen.
Zusätzlich werden die bunten Eier wie Bälle geworfen. Gewinner ist, wessen Ei am weitesten fliegt oder die meisten Würfe unbeschadet übersteht. Beschädigte Eier wurden traditionell am Upfreten Dingsdag gemeinsam verzehrt.
Das Nötenscheten ist ein traditionelles Wurfspiel, das am ersten Ostertag vor allem in den Heimatvereinen des Rheiderlands und Westoverledingens gespielt wird. Es gibt zwei Varianten:
- In der ersten schießen die Spieler mit nummerierten Eisen- oder Holzkugeln Walnüsse aus einem Kreis.
- In der zweiten zielen sie auf kleine Walnusshäufchen, die Hüüskes, um sie zu Fall zu bringen.[6][14]

### Frühlings-, Mai- und Pfingstbrauchtum

Maibaum in Aurich

Zu den Frühlingsbräuchen zählt das Aufstellen des Maibaums am Vorabend des 1. Mai. Dieser Brauch gehört zu einer großen eurasischen Tradition, hat in Ostfriesland aber eigene Formen und Regeln entwickelt. Neben Nachbargemeinschaften sind es auch Vereine oder ganze Dörfer, die ihren Maibaum aufstellen. Der Maibaum muss bis zum Morgengrauen des 1. Mai bewacht werden, was sich durch dauerndes Handanlegen eines der Besitzer ausdrückt. Andernfalls kann er mit drei symbolischen Spatenstichen „geklaut“ werden. Die Rückgabe erfolgt meist gegen einen Kasten Bier und Schnaps.
Im Landkreis Wittmund sowie auf Borkum und Norderney wird der Maibaum erst zu Pfingsten aufgestellt. In Teilen des Harlingerlandes ist ein regionaler Pfingstbrauch verbreitet, bei dem Kinder an den Straßenrändern bunt geschmückte Miniaturbäume aufstellen und mit dem plattdeutschen Spruch „Een Penning för mien Kroon un Kranz“  (=Einen Pfennig für meine Krone und meinen Kranz) eine kleine Gabe erbitten. Der „Penning“ entspricht heute meist einem Centstück. eine kleine Gabe erbitten. Der „Penning“ entspricht heute meist einem Centstück. 
Auf Borkum gestaltet man ihn als Schiffsmast und krönt ihn mit einem Weidenkorb, in dem ein lebender Hahn eine Woche lang verweilt. Ausführlich wird der Borkumer Maibaumbrauch von Karsten Schönbeck beschrieben. Demnach wird ein Hahn nach alter, vielleicht vorchristlicher Tradition in der Nacht vor Pfingstsamstag „entwendet“. Anschließend setzen die Ausrichter vom Verein Borkumer Jungens den Hahn in einen früheren Kohlenkorb mit Deckel, geben ihm Futter und Wasser und befestigen den Korb mit Hilfe der Freiwilligen Feuerwehr hoch am Maibaum. Unterhalb des Vereinswappens hängt eine leere Schnapsflasche als Zeichen dafür, dass der Hahn nach Pfingsten ausgelöst wird.

Am Pfingstsonntag dient das Tier als Orakel für eine gute Saison und einen fruchtbaren Sommer. Die Aufstellung des Baumes wird mit Gesang, Tanz und einer ausgelassenen Feier begleitet.

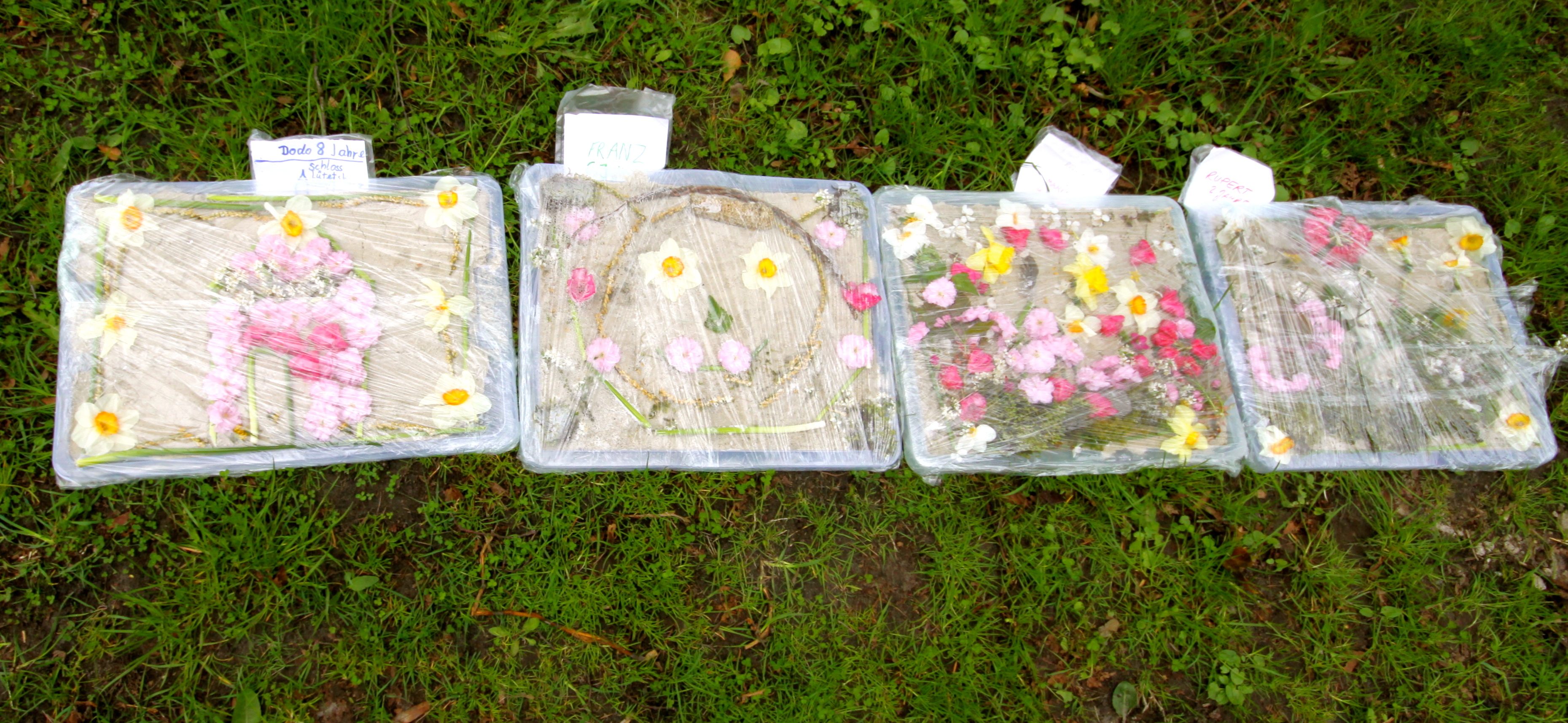
Brautpfade vor dem Schloss Lütetsburg 2013.

Das seit dem 15. Jahrhundert belegte Brautpfadlegen wird am Himmelfahrtstag im Landkreis Aurich gepflegt. In einem mit Sand und Moos ausgelegten Holzrahmen entstehen kunstvolle Bilder aus Blumen.
Kinder sammeln die Blumen am Vortag und legen daraus klassische Motive wie Kreuz, Herz und Anker oder fantasievolle Darstellungen wie Landschaften, Windmühlen und Leuchttürme. In Orten wie Großefehn, Aurich und Hage konkurrieren die schönsten Brautpfade um eine Prämierung durch eine Jury.
Der Sage nach geht der Brauch auf eine tragische Liebesgeschichte zurück: Die Blumen, ursprünglich für eine Hochzeit bestimmt, schmückten am Ende den Trauerzug der verstorbenen Braut.

### Erntebräuche
Das gemeinsame Binden der Erntekrone und das Feiern des Erntedankfestes sind bis heute lebendige Traditionen in Ostfriesland. Die kunstvoll aus Getreide gebundenen Kronen werden in festlichen Umzügen zur Kirche getragen oder auf Festplätzen aufgehängt, oft begleitet von Erntemärkten und Tänzen. In einigen Gemeinden findet der Erntedankgottesdienst traditionell auf Plattdeutsch statt.

### Martini und Nikolaustag
Zu Sünnermarten/Martini ziehen Kinder am 10. November mit Laternen von Haus zu Haus und singen zu Ehren Martin Luthers, dessen Geburtstag auf dieses Datum fällt. Als Dank erhalten sie Süßigkeiten, Obst oder kleine Geldgeschenke. Bis in die 1960er Jahre nutzten die Kinder statt Papierlaternen Kippkappkögels – ausgehöhlte Runkelrüben mit Kerzenlicht. Traditionell tragen sie beim Martinilauf einen Skebellenskopp (auch Scherbellenskopp), eine fratzenhafte Maske. Bereits im 19. Jahrhundert galt dieser Brauch daher als „friesischer Karneval“.

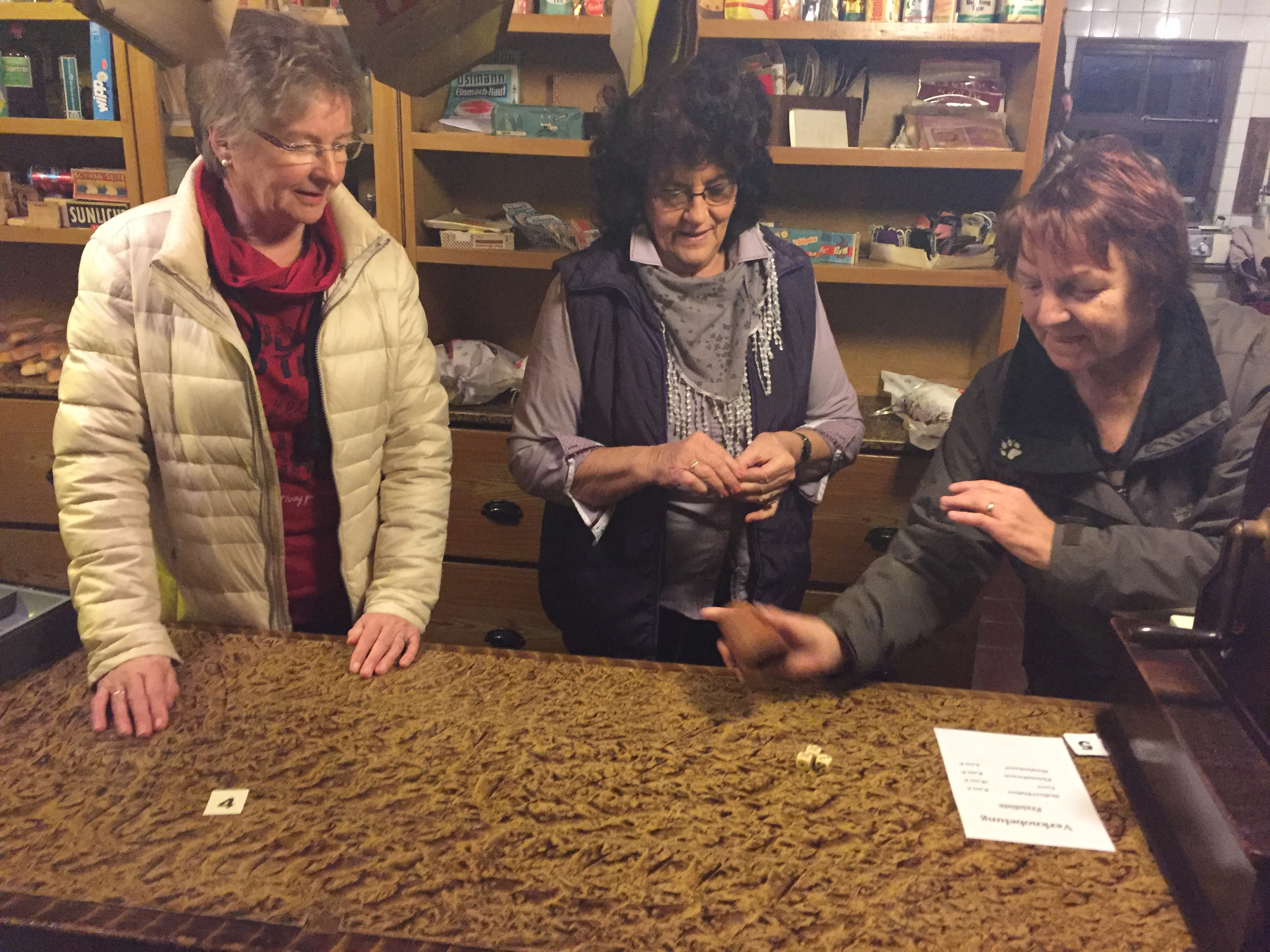
Verknobelung im Dörpmuseum Münkeboe.

Am Vorabend des Nikolaus-Tages finden am 5. Dezember im Einzelhandel, in der Gastronomie und bei verschiedenen Organisationen und Vereinen traditionell Verknobelungen statt. Dabei wird um Torten, Backwaren sowie Geflügel-, Fleisch- und Wurstwaren gewürfelt. Jeder Mitspieler zahlt einen Einsatz und hat einen Wurf. Gewürfelt wird meist mit drei Würfeln im Lederbecher. Wer die höchste Zahl erzielt, gewinnt einen der Preise. Eine besondere Tradition hat sich mit Klaasohm auf der Insel Borkum erhalten. Ein Teil des Brauchs besteht darin, dass Einheimische in der Nacht vom 5. auf den 6. Dezember junge Frauen jagen und festhalten. Anschließend erscheinen Männer, die als „Klaasohms“ verkleidet sind, und schlagen ihnen mit Kuhhörnern auf das Gesäß. Da dabei Gewalt gegen Frauen ausgeübt wird, steht dieses Ritual in der Kritik.
Früher brachte der Sünnerklaas zu Nikolaus die Geschenke, während sich die Weihnachtsfeier am 24. Dezember erst im 20. Jahrhundert durchsetzte. Bis heute erhalten Kinder am Nikolaustag süße Geschenke. In Emden fährt der Sinterklaas, der holländische Nikolaus, im Advent mit dem Schiff in den Hafen ein. Anschließend reitet er auf seinem Pferd durch die Straßen und verteilt Süßigkeiten.

## Bräuche im Lebenslauf

### Geburt

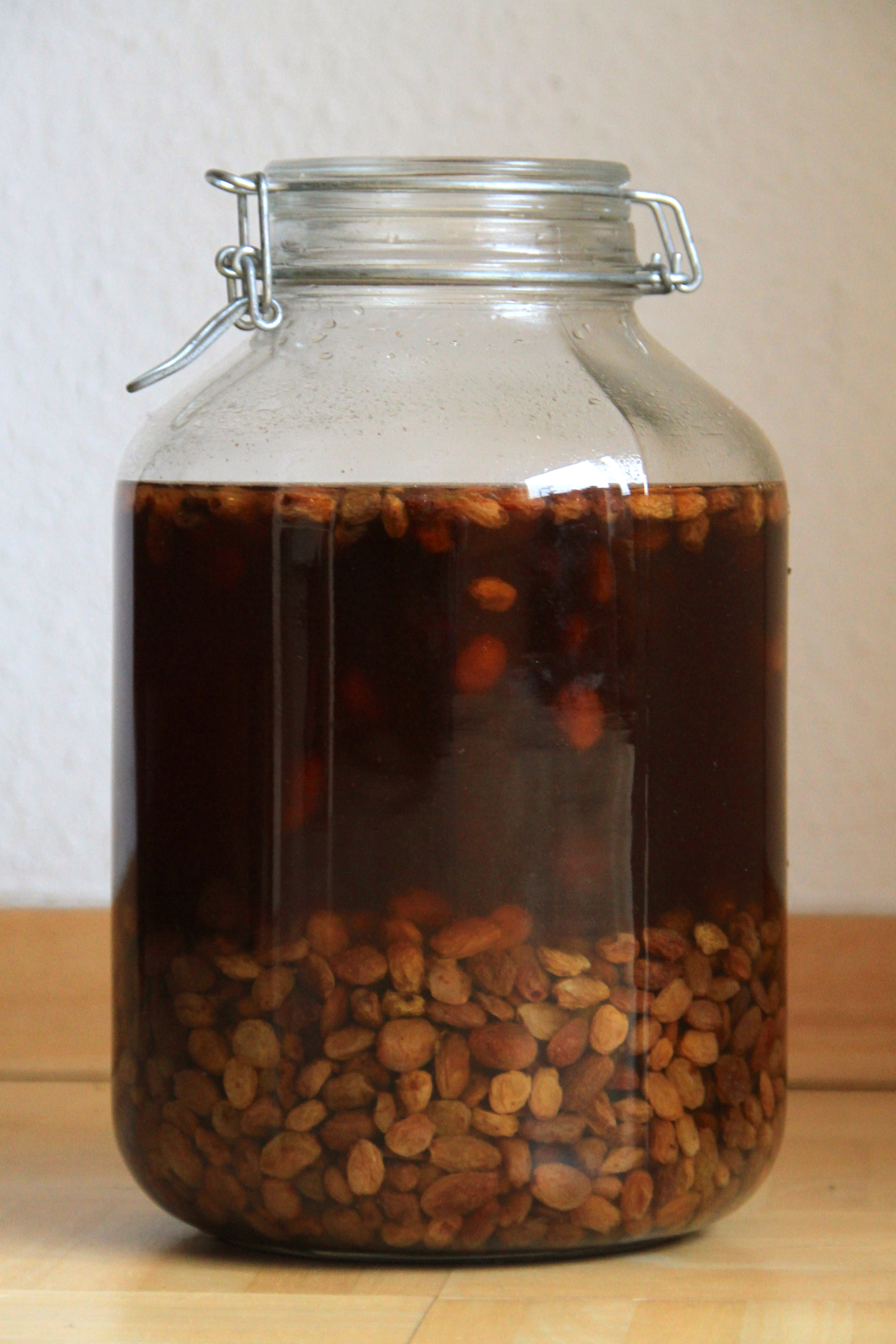
Bohntjesopp wird normalerweise in einem Steingutbehältnis zubereitet und aufbewahrt. Zur besseren Sichtbarkeit ist es hier in einem Glasbehältnis zu sehen.

Vor der Geburt eines Kindes wird in Ostfriesland traditionell Bohntjesopp (auch: Sienbohntjesopp oder Sinbohntjesopp [scherzh.]) vorbereitet, ein Getränk aus Rosinen, Kluntjes und Oostfreeske Brannwien, das in einem Püllpott aus Steingut angesetzt wird. Nach der Geburt verkünden Kinder oder Nachbarn die Ankunft des Neugeborenen im Ort, oft verbunden mit einer kleinen Belohnung. Bei der anschließenden Tauffeier wird de Sopp an die Gäste ausgeschenkt, während weniger enge Bekannte die Mutter zur Puppvisiet oder zum Kinnertöön besuchen, wo ebenfalls Bohntjesopp gereicht wird. Heute genießt man das Getränk nicht nur zu Geburten, sondern auch bei Richtfesten, Hochzeiten und als Dessertbeilage.

### Einschulung
In Ostfriesland verläuft die Einschulung heute ähnlich wie in ganz Deutschland: Die Kinder erhalten eine Schultüte mit Süßigkeiten, um mit ihnen den Schulstart zu feiern.
Bis in die 1960er Jahre gab es zudem einen besonderen Brauch: Der Lehrer erzählte den Erstklässlern eine Geschichte über einen Pflaumenbaum auf dem Dachboden, um ihnen die Angst vor der Schule – und dem strengen Lehrer – zu nehmen. Anschließend öffnete er sein Pult, holte einen Teller mit Backpflaumen hervor und verteilte sie an die Kinder.

### Bauen und Wohnen
Beim Richten des Dachstuhls ist es in Neubaugebieten Tradition, dass die zukünftigen Nachbarn in der Nacht zuvor einen Sparren verstecken. Das Bauherrenpaar muss ihn suchen und mit Schnaps auslösen. Anschließend tragen die Nachbarn es durch die Siedlung zu ihrem Haus, wo der fehlende Sparren eingesetzt wird. Danach beginnt das Richtfest: Am Dachgiebel wird ein Richtkranz oder – zunehmend – ein Richtbäumchen befestigt. Das Fest dient auch als Dank an die am Bau beteiligten Handwerker.
Zum Einzug erhalten die Bauherren einen Bogen von den Nachbarn.

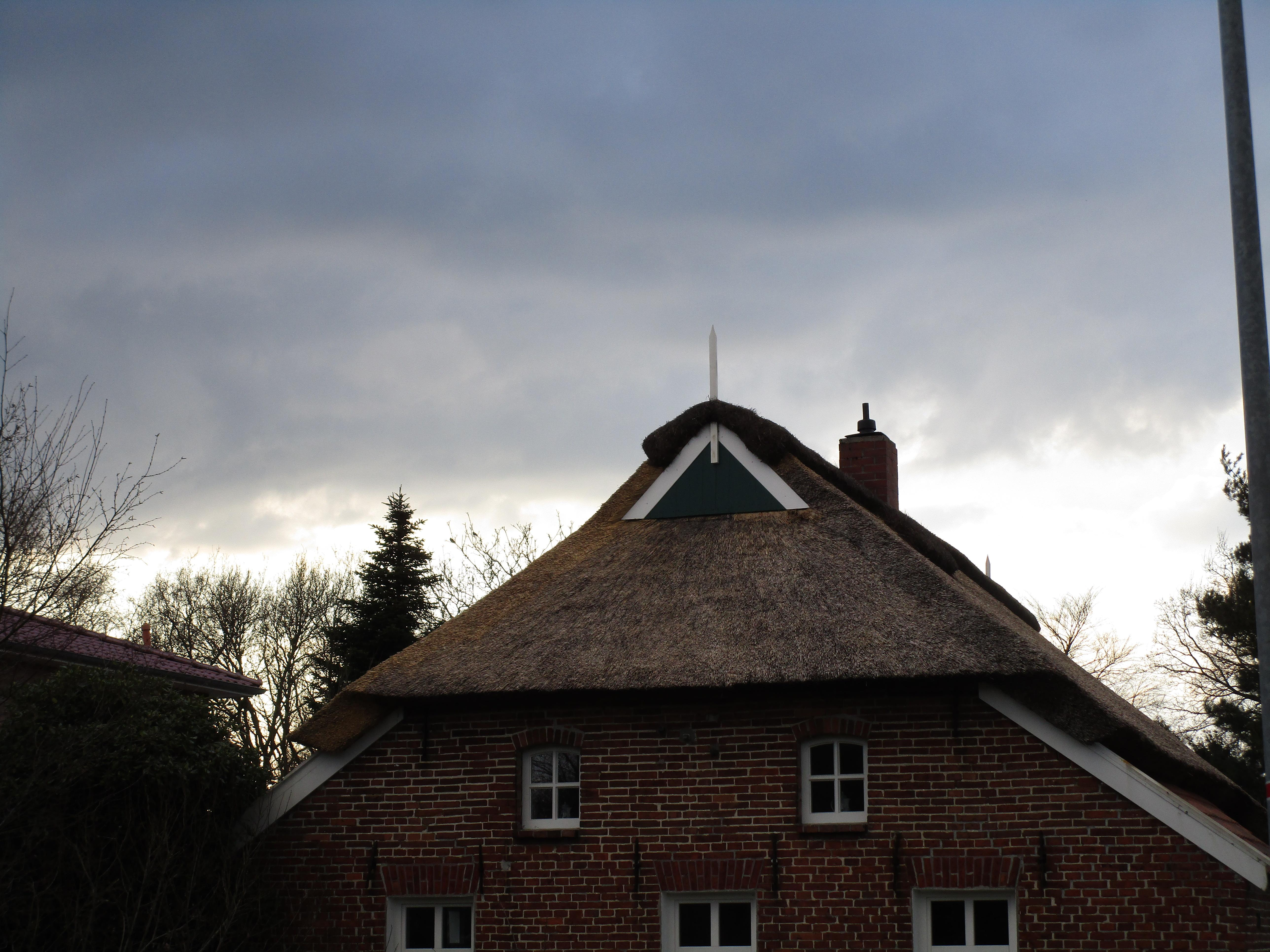
Maljan am Krüppelwalmdach

Traditionell wird am Giebel ostfriesischer Häuser (häufig als Bekrönung eines Krüppelwalms) der Maljan als Giebelzeichen angebracht. Im einfachsten Fall handelt es sich um einen senkrecht aufragenden Stab. Häufiger finden sind Fälle, indem der Stab angespitzt wird, eine kleine Abdeckung erhält oder in eine Folge geometrischer Formen aufgelöst wird.

### Geburtstage, Hochzeit und Jubiläen
In einigen Regionen Ostfrieslands kündigt der Hochtiedsbidder noch heute die bevorstehende Hochzeit an und lädt die Gäste persönlich ein. Er zieht von Haus zu Haus, nennt den Hochzeitstermin und erhält dafür traditionell einen Schnaps.
In anderen Gegenden, etwa in Westoverledingen, übernimmt das Brautpaar diese Aufgabe selbst.

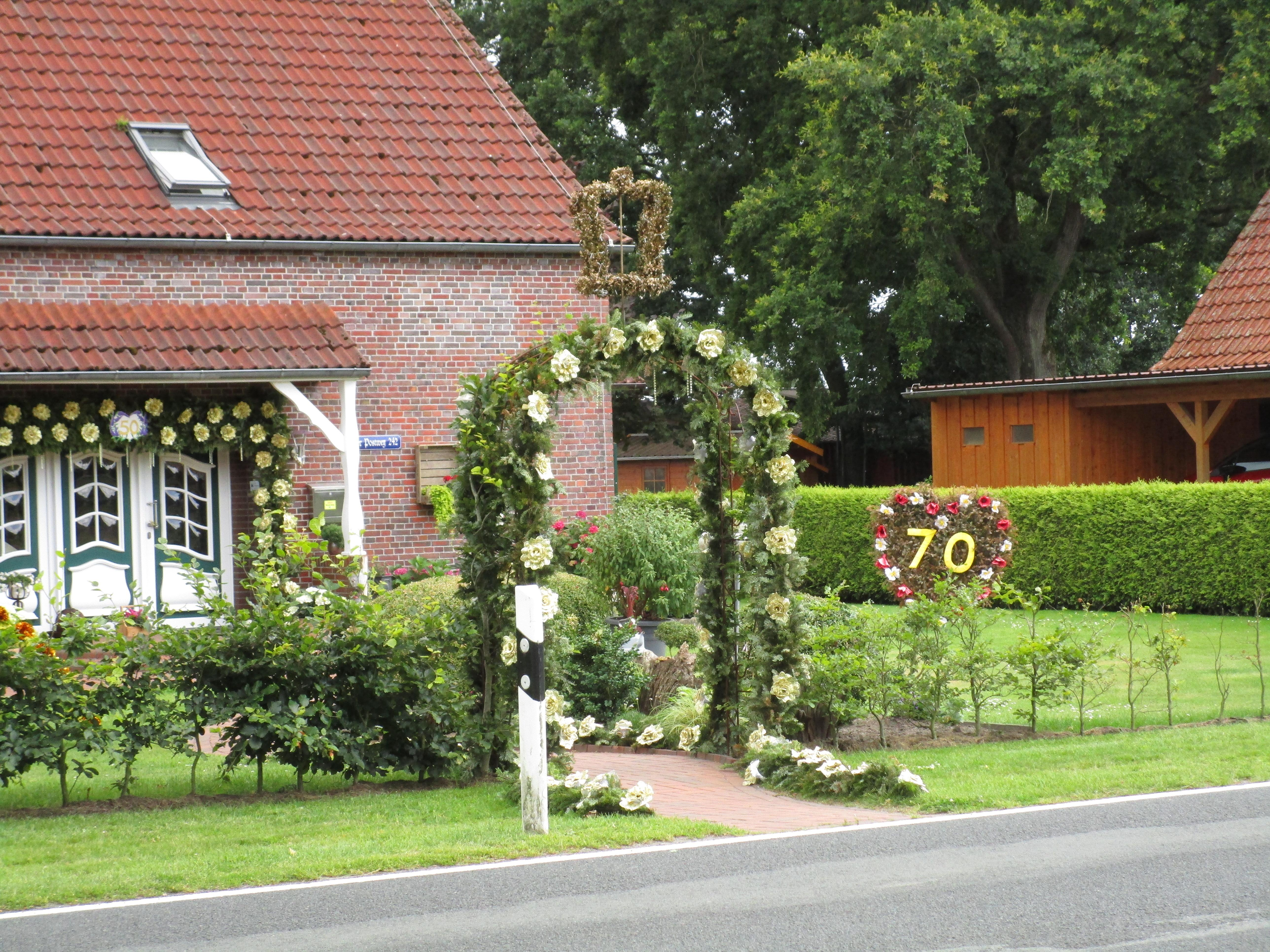
Vorgarten mit Bögen zum 70. Geburtstag sowie zum 50. Hochzeitstag

Das Bogenmachen zu einer (Jubel-)Hochzeit ist ein beliebter Brauch. Die Nachbargemeinschaft trifft sich meist einige Tage vorher: Die Männer bauen das Bogengestell und schmücken es mit Tannenzweigen, während die Frauen im Haus Rosen und Girlanden aus Papier anfertigen.
Ein unmittelbarer Nachbar richtet das Fest aus. Gemeinsam tragen die Nachbarn den fertigen Bogen zum Haus des Paares und befestigen ihn am Eingang. Oft folgt eine Stehparty auf der Hauseinfahrt.
Zur Holten Hochtied oder Klumpenhochtied, dem zehnjährigen Ehejubiläum, schmücken Freunde und Nachbarn einen Bogen mit Hobelspänen und Holzschuhen (Klumpen). Traditionell tanzt das Jubelpaar darin einen kleinen Tanz.
Beim anschließenden Fest wird den Eheleuten eine Gode Hand gewünscht – sie müssen als Erste einen Schnaps trinken.
Bis in die 1970er Jahre wurde in Esens und im Jeverland nach fünf Jahren Kinderlosigkeit die Ochsenhochzeit gefeiert. Kinderlose Frauen wurden zur Güüstkinnelbeer eingeladen.
Der Ochse, als kastriertes Rind, symbolisierte die Kinderlosigkeit. Zum Spott nagelte man dem Ehepaar einen Rinderschädel an die Scheunentür. Heute hat die Ochsenhochzeit an Bedeutung verloren.
Zum 16. Geburtstag fertigt der Freundeskreis heimlich ein Laken an. Mit Sprühfarbe beschriften sie ein altes Bettlaken mit originellen, oft humorvollen Sprüchen, meist Wortspiele mit dem Namen des Geburtstagskindes. Kurz vor Mitternacht wird das Laken an der Straßenseite des Hauses befestigt, um 12 Uhr stößt die Gruppe auf den Geburtstag an.
Zum 18. Geburtstag bauen die Freunde einen Bogen. Die Jungs schmücken ein Drahtgestell, meist in Herzform, mit Tannengrün, während die Mädchen Papierrosen anbringen. Kurz vor Mitternacht wird der Bogen zum Haus getragen und aufgestellt. Um Punkt 12 gratulieren alle.
Bögen werden auch zu anderen Anlässen aufgestellt: zur Geburt, zum Einzug in ein neues Haus oder eine neue Wohnung, bei beruflichen Jubiläen, zu runden Geburtstagen und beim Eintritt in den Ruhestand.

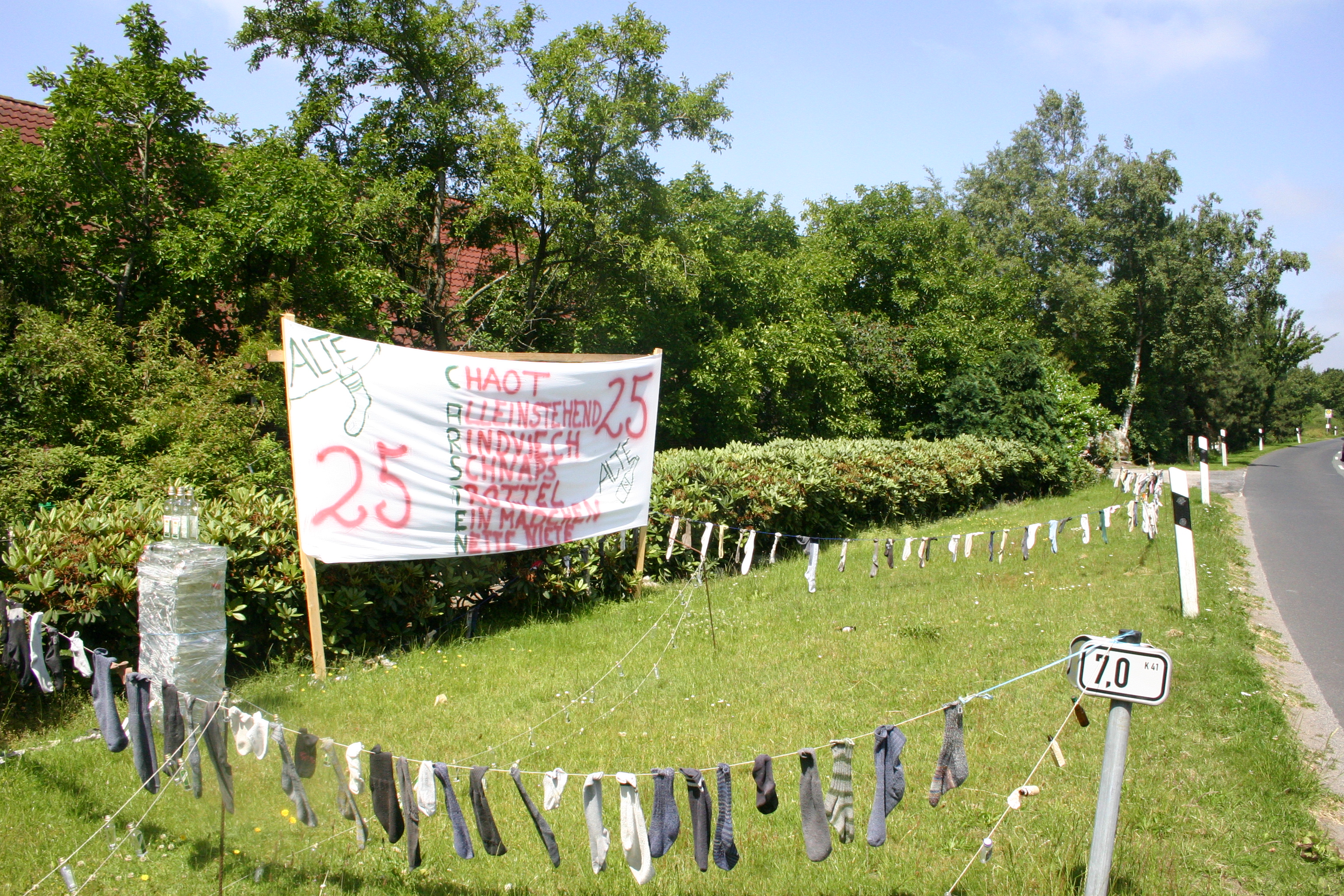
25 Jahre alt und unverheiratet? Dies zieht die Bezeichnungen „Alte Socke“ (Männer) und „Alte Schachtel“ (Frauen) nach sich.

Unverheiratete müssen an ihrem 30. Geburtstag eine Strafe erfüllen: Männer werden von ihren Freunden verkleidet und fegen Treppen, Frauen putzen Türklinken – meist an Rathäusern oder Kirchen. Erst durch das „Freiküssen“ einer „Jungfrau“ oder eines „Jungmannes“ werden sie erlöst.
Als Vorwarnung erhalten sie bereits zum 25. Geburtstag einen „Titel“: Männer heißen Alte Socke oder Alte Flasche, Frauen Alte Schachtel. Dazu wird ein Sockenbogen bzw. Schachtelbogen aufgestellt, gut sichtbar von der Straße, damit jeder die „Nachricht“ erfährt.

### Tod und Bestattung
In einigen ländlichen Gebieten Ostfrieslands sind traditionelle Bestattungsbräuche noch fest verankert. Nachbarn übernehmen viele Aufgaben: Sie benachrichtigen die Angehörigen, helfen beim Einsargen und organisieren die Teetafel.
Da Sterbefälle zunehmend in Krankenhäusern eintreten, erledigen jedoch immer häufiger Bestattungsunternehmen diese Aufgaben. In wenigen Orten gibt es noch den Dodenbidder, einen hochgeachteten Totenansager, der traditionell auch die Beiträge für die Sterbekasse einsammelt. Diese Kassen, im 19. Jahrhundert zur finanziellen Absicherung von Beerdigungen entstanden, sind in manchen Regionen Ostfrieslands bis heute üblich.
Beim Inleggen wird der Verstorbene traditionell zu Hause für die Beerdigung hergerichtet: gewaschen, angekleidet und aufgebahrt. Verwandte, Freunde und Nachbarn kommen zusammen, um Abschied zu nehmen.
Die Bestattungsverordnung erlaubt diese Praxis bis heute. Doch oft übernehmen Bestattungsunternehmen diese Aufgaben, besonders wenn der Tod im Krankenhaus oder Hospiz eintritt. In manchen Regionen Ostfrieslands gehört es zur Tradition, am offenen Sarg gemeinsam Tee zu trinken und mit dem Pastor eine Andacht zu halten.
Das Tragen des Sarges ist in Ostfriesland eine traditionelle Nachbarschaftspflicht. Sechs Männer, die Dragers oder Bogenmacher, übernehmen diese Aufgabe. Als direkte Nachbarn des Trauerhauses stehen sie der Familie in dieser schweren Zeit bei.
Das Ausheben des Grabes erledigen meist Fachfirmen. Doch in einigen Orten, etwa in Spetzerfehn, übernehmen diese Aufgabe noch Nachbarn oder Mitglieder des Friedhofsvereins.
Bis ins 20. Jahrhundert war es in vielen Orten Ostfrieslands und des Jeverlandes Brauch, den Sarg nach der Aussegnung dreimal entgegen dem Uhrzeigersinn um den Friedhof zu tragen. Dies sollte dem Verstorbenen einen symbolischen Abschied von Kirche und Gemeinschaft ermöglichen. Heute wird dieser Ritus mancherorts verkürzt – oft trägt man den Sarg nur einmal um die Kirche.
Das Totenheck ist ein traditionelles hölzernes Gerüst, das in einigen Orten Ostfrieslands noch über frisch eingegrabenen Särgen errichtet wird. Es wird mit einem schwarzen Wolltuch bedeckt und kann auch als Ablage für Kränze dienen. Früher blieb das Totenheck bis zu sechs Wochen auf dem Grab, heute meist nur bis zum Ende der Teetafel, wenn die Familie das geschmückte Grab besucht. Sein Ursprung ist unklar. Eine verbreitete These besagt, dass es aus abergläubischen Vorstellungen heraus errichtet wurde, um den Verstorbenen symbolisch daran zu hindern, ins Leben zurückzukehren.
In Ostfriesland entspricht die Teetafel dem Leichenschmaus. Nach der Beerdigung werden Tee, Butterkuchen und belegte Brote serviert. Traditionell bereiten Nachbarn sie im Trauerhaus, einer Gastwirtschaft oder im Gemeindehaus vor. Bis Mitte des 20. Jahrhunderts wurde dort auch Dodenbeer oder Tröstelbier ausgeschenkt – ein warmes, mit Sirup gesüßtes Braunbier. Es wurde typischerweise in Zinngefäßen gereicht und mit Zinnlöffeln getrunken. Zum Abschluss erhält jeder Anwesende einen letzten Schnaps oder eine letzte Zigarette zum Gedenken an den Verstorbenen – ohne anzustoßen.

## Kulinarisches Brauchtum

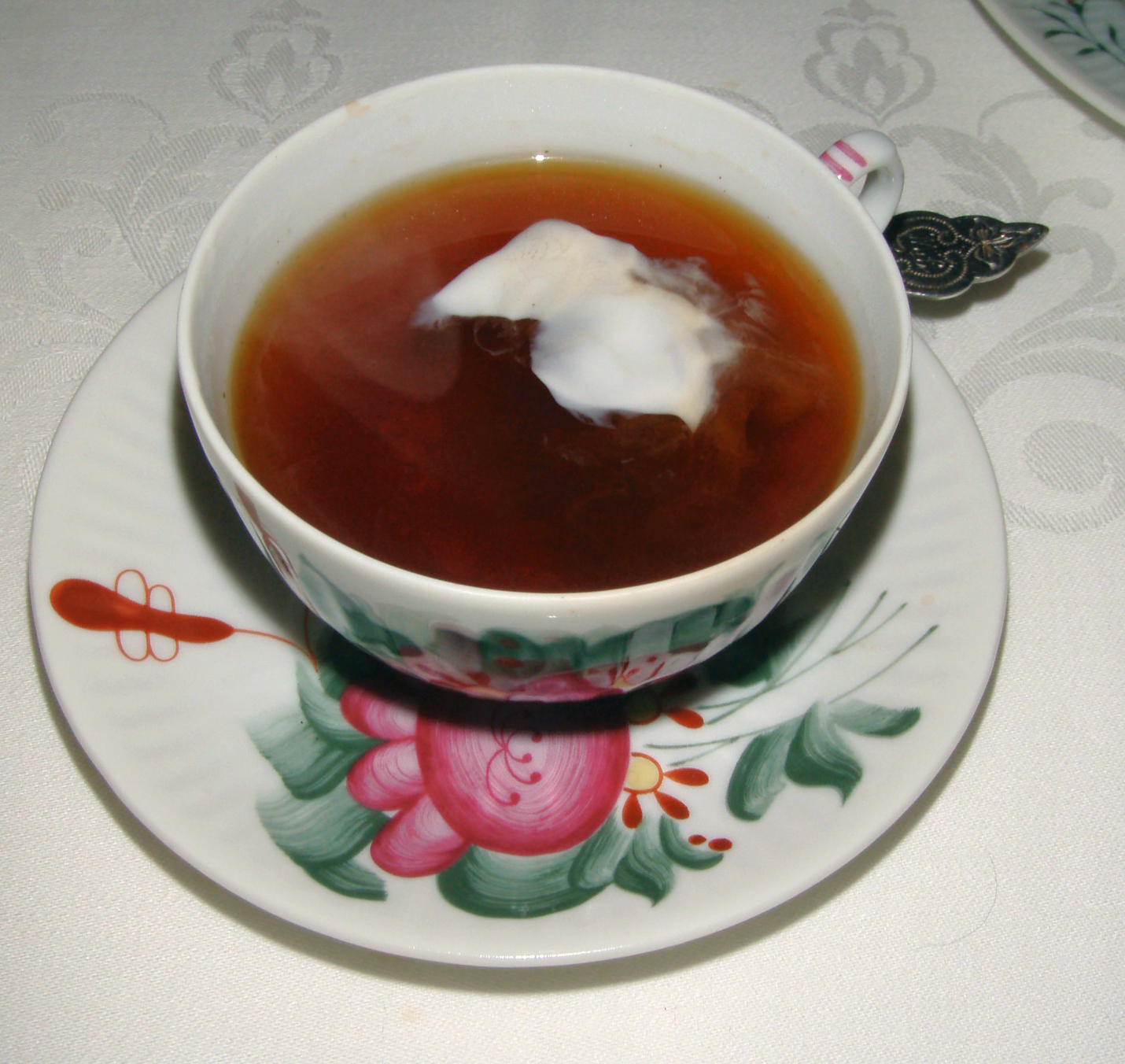
Tee mit Sahne

Die Ostfriesische Teekultur ist fester Bestandteil des regionalen Brauchtums und wurde 2016 als Immaterielles Kulturerbe anerkannt. Mit einem Pro-Kopf-Verbrauch von rund 300 Litern jährlich halten die Ostfriesen den Weltrekord im Teetrinken. Das Ttetrinken wird nach festen Ritualen zelebriert. Besonders bekannt ist das „Elführtje“, eine Teepause um 11 Uhr, die früher dem geselligen Austausch diente und heute teils auch mit einer Runde Schnaps verbunden wird. Der Tee wird traditionell mit Kluntje und Wulkje, ein Löffel Rahm serviert, ohne umzurühren, und in mehreren festen Teezeiten über den Tag verteilt genossen.
Beim Wurstlaufen ziehen die ältesten Schulkinder auf Spiekeroog nach den Weihnachtsferien von Haus zu Haus und bitten mit Gesang um eine Wurst. Drei Jungen verkleiden sich als Fischer, dessen Braut und als König, der eine große Wurstattrappe trägt – eine Erinnerung an die Geschichte eines heimgekehrten Seefahrers, der für seine Hochzeit die Unterstützung der Inselbewohner erbat. Die gesammelten Gaben, darunter Wurst, Speck und kleine Geldspenden, werden am nächsten Tag in der Schule zu einem Hochzeitsmahl verarbeitet. Der Brauch geht auf die Bauernfastnacht zurück, bei der junge Männer einst mit Gesang und Schabernack Eier und Würste ersangen.

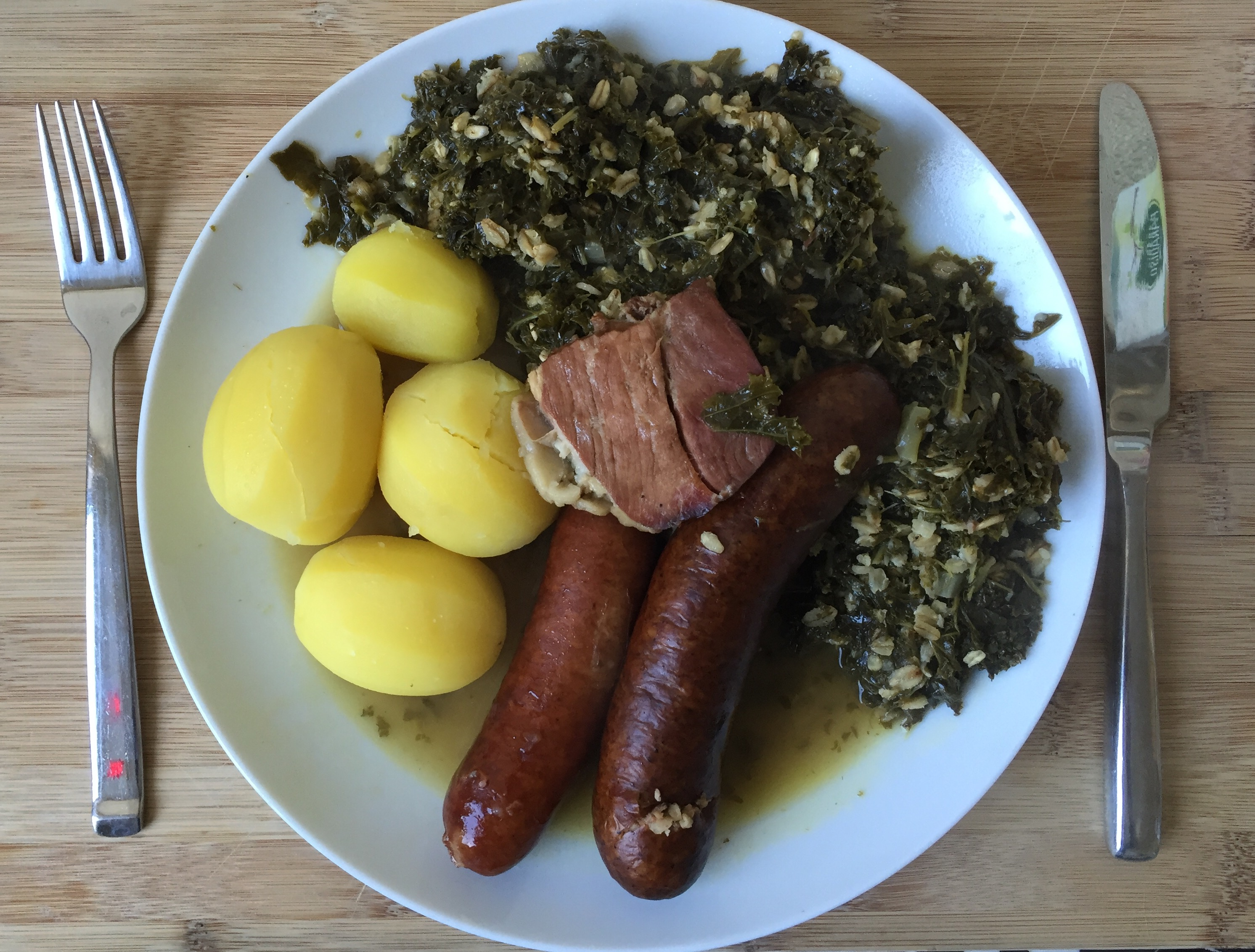
Ostfriesisches Grünkohlgericht mit Pinkel (rechts), Mettwurst und durchwachsenem Speck

Die Grünkohlsaison beginnt traditionell im November, am liebsten nach dem ersten Frost. Der Grünkohl, regional auch Gröönkohl oder Speck ’n Kohl genannt, wird traditionell mit Zwiebeln, Hafergrütze, Kassler, Speck und Pinkel-Wurst zubereitet und mit Kartoffeln, Senf und eingelegtem Kürbis serviert.

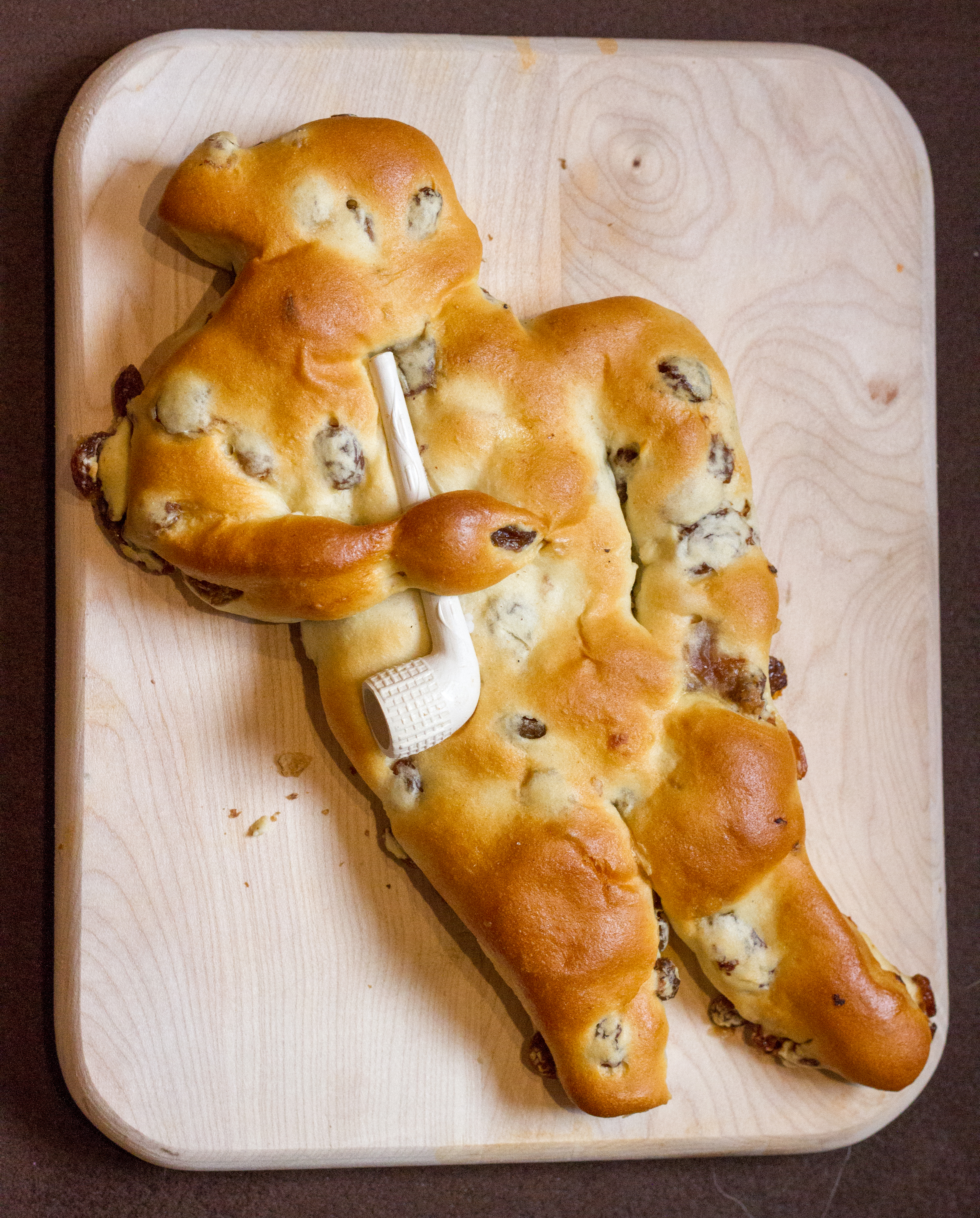
Stutenkerl

In der Nacht zum 6. Dezember hinterlässt Sünnerklaas den Kindern in Ostfriesland oft einen Stutenkeerl oder einen Rieder up Peerd in ihren Stiefeln. Der Stutenkeerl ist ein Gebäck aus Hefeteig mit Rosinenaugen und einer Tonpfeife, während der Rieder up Peerd aus Spekulatiusteig geformt wird. Dieser Brauch hat seinen Ursprung in den Niederlanden, wo Sinterklaas und seine Zwarten Pieten am Vorabend des Nikolaustags ein großes Bescherungsfest feiern. Als Schutzpatron der Seefahrer hatte Sinterklaas auch in den ostfriesischen Hafenstädten eine besondere Bedeutung.
Bis in die 1960er Jahre war das Hausschlachten eines selbst gemästeten Schweins in Ostfriesland weit verbreitet und galt als Höhepunkt im Jahreslauf. Die zweitägige Verarbeitung fand meist im Winter zwischen November und Lichtmess statt. Dabei wurden Schinken, Speck und Wurst hergestellt.
Während der Arbeit gab es Pausen für Tee und den regional beliebten Schnaps Kruiden oder Kuur, je nach örtlicher Vorliebe. Am Abend untersuchte ein Beschauer das Fleisch auf Trichinen, bevor die Helfer nach alter Tradition Ohren, Pfoten und Schwanz des Schweins „stehlen“ durften.
Den festlichen Abschluss bildete die Swiensvisiet: Freunde und Nachbarn kamen zum traditionellen Snirrtjeessen zusammen, bei dem das beste Fleisch mit Rotkohl, Senf und Kartoffeln serviert wurde – oft begleitet von einer Feier bis in die frühen Morgenstunden. Auch wenn das Hausschlachten weiterhin erlaubt ist, wird es heutzutage nur noch selten praktiziert.
Neujahrskuchen, auch Neujahrshörnchen oder Krüllkoken genannt, sind eine traditionelle ostfriesische Gebäckspezialität, die vor allem zu Neujahr zum Tee gereicht wird. Sie bestehen aus knusprigem Waffelteig, werden in einem speziellen Waffeleisen gebacken und noch warm zu einer Rolle geformt. Beim Erkalten werden sie fest. Wegen ihres knackenden Geräuschs beim Essen nennt man sie auch Beck vull Schandaal („Mund voll Lärm“). Mancherorts werden sie mit Schlagsahne gefüllt serviert.

## Sprache

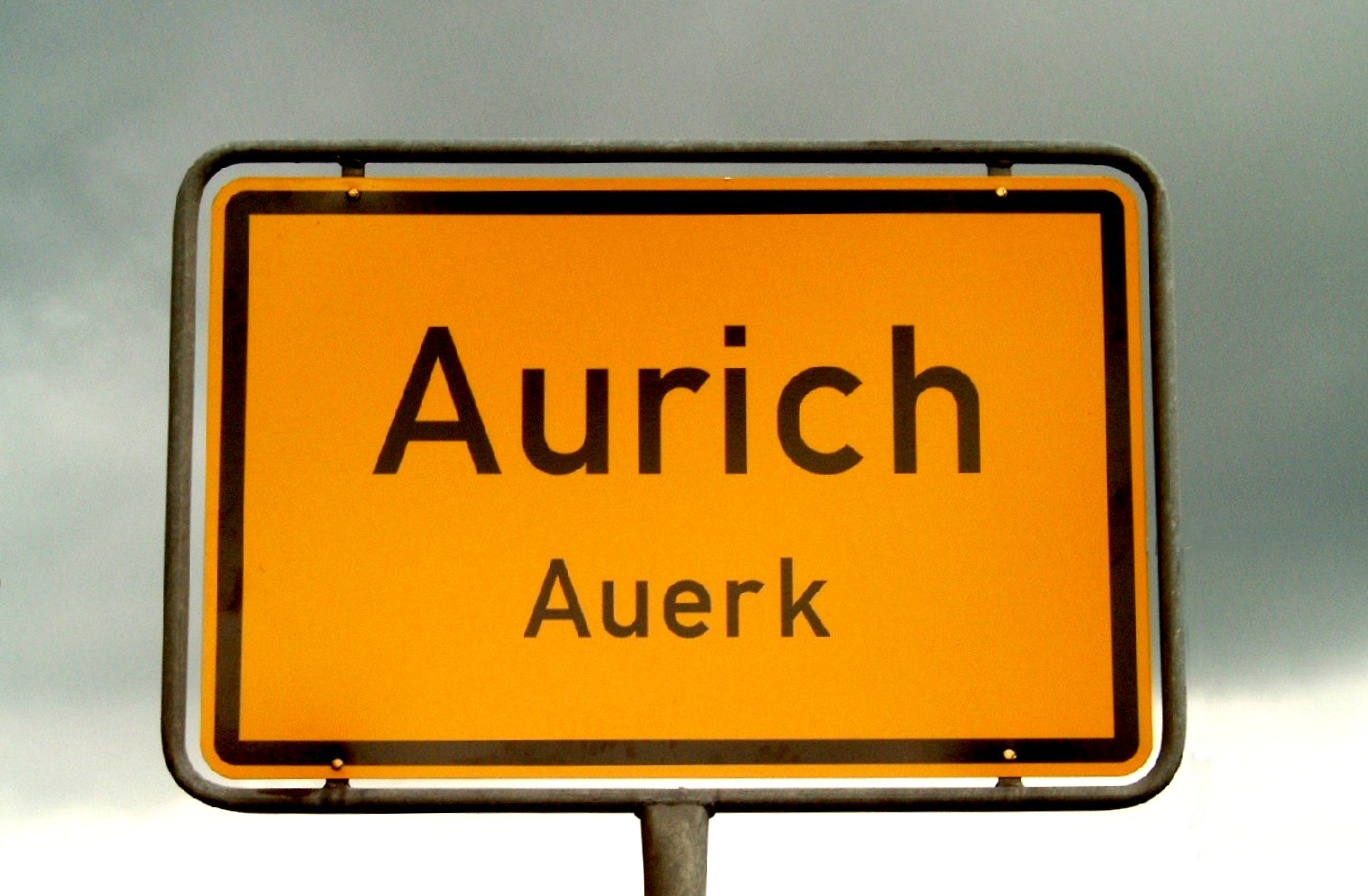
Zweisprachiges Ortsschild Aurich (Auerk)

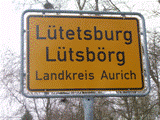
Zweisprachiges Ortsschild Lütetsburg (Lütsbörg)

Ostfriesland hat eine vielschichtige Sprachgeschichte. Auffällig ist die Diskrepanz zwischen dem Regionsnamen und der heutigen Mundart, dem Ostfriesischen Platt. Der Name verweist auf eine friesische Vergangenheit, doch die Dialekte gehören zum Niederdeutschen – mit friesischem Substrat.
Bereits 1786 stellte T. D. Wiarda fest, dass „oft unter der friesischen Sprache unser plattdeutsch ostfriesisches verstanden“ wurde. Dennoch hält sich bis heute die Vorstellung, das in Ostfriesland gesprochene Plattdeutsch sei Friesisch.
Die Region erlebte zwei grundlegende Sprachwechsel: Zunächst ging die ursprünglich dominierende friesische Sprache vollständig in niederdeutsche Dialekte über. Später folgte – wie in weiten Teilen Norddeutschlands – ein weiterer Wandel hin zum Hochdeutschen. In der frühen Neuzeit spielte zudem das Niederländische eine bedeutende Rolle, sowohl als Kultursprache als auch auf mundartlicher Ebene.
Die vier Sprachen, die die Sprachlandschaft Ostfrieslands im Laufe der Geschichte prägten – Friesisch, Niederdeutsch, Hochdeutsch und Niederländisch –, gehören alle zu den kontinental-westgermanischen Sprachen und sind eng miteinander verwandt.
Genaue Sprecherzahlen des Ostfriesischen Platts fehlen. Laut einer Studie verstehen mindestens 80 Prozent der Ostfriesen Plattdeutsch, etwa 50 Prozent sprechen es aktiv.
Eine 2007 erhobene Umfrage der Ostfriesischen Landschaft zeigt deutliche Unterschiede zwischen Stadt und Land sowie zwischen Altersgruppen:
- Über-40-Jährige: 60 bis 87 Prozent sprechen Platt.
- 30- bis 40-Jährige: 47 Prozent.
- 20- bis 30-Jährige: 24 Prozent.
- Unter-20-Jährige: 21 Prozent.

Dieser Anteil ist laut Umfragen in den letzten Jahren stabil geblieben.
Seit 2004 dürfen einige Gemeinden und Städte in Ostfriesland zweisprachige Ortsschilder aufstellen, darunter Aurich (Auerk), Norderney (Nörderneei), Großheide (Grootheid), Wirdum (Wir’m) und Lütetsburg (Lütsbörg). In vielen Gegenden blieben die plattdeutschen Ortsnamen erhalten, etwa Möhlenwarf, Moorhusen, Suurhusen und Rechtsupweg. Dort erübrigen sich zweisprachige Schilder.

## Namensrecht in Ostfriesland
Das ostfriesische Namensrecht unterscheidet sich historisch von anderen deutschen Regionen und stellt ein wichtiges kulturelles Erbe dar. Bis ins Hochmittelalter war in Ostfriesland – wie in vielen anderen Teilen Europas – die Einnamigkeit üblich, das heißt, Personen trugen nur einen einzigen Namen ohne Nach- oder Beinamen. Erst mit dem Ende des Hochmittelalters begann sich in Ostfriesland das patronymische System durchzusetzen, bei dem Kinder als Nachnamen den Vornamen ihres Vaters mit einer Endung wie -sen oder -en erhielten (z. B. Johann Petersen als Sohn eines Peter). Traditionell wurde der erstgeborene Sohn nach dem Großvater väterlicherseits und die erstgeborene Tochter nach der Großmutter väterlicherseits benannt, während weitere Kinder die Namen der nächsten Verwandten erhielten.
Dieses System blieb bis ins 18. Jahrhundert bestehen, wurde jedoch durch die preußische Verwaltung ab 1744 schrittweise abgelöst. Während der napoleonischen Herrschaft wurde 1811 die Einführung fester Familiennamen gesetzlich vorgeschrieben. Nach dem Ende der französischen Besatzung gab es in Ostfriesland Bestrebungen, zur traditionellen Namensgebung zurückzukehren, was jedoch durch die hannoversche Regierung verhindert wurde. Mit der Einführung der Standesämter im Jahr 1874 war das patronymische System endgültig abgeschafft.
Eine Besonderheit des ostfriesischen Namensrechts ist die Möglichkeit, patronymische Namen als Zwischennamen zu führen. Dies wurde durch einen Erlass des Niedersächsischen Innenministeriums von 1950 erlaubt und ermöglichte es, die traditionelle Namensgebung in abgewandelter Form beizubehalten. So könnte beispielsweise ein Sohn von Manno Peters Tammena den Zwischennamen Mannen erhalten.

Lambertiturm

Eine weitreichende Reform des Ehenamens- und Geburtsnamensrechts, die am 1. Mai 2025 in Kraft tritt, gibt Ostfriesinnen und Ostfriesen das Recht, ihren Nachnamen in abgewandelter Form wieder nach friesischer Tradition zu bilden. Damit können nun auch matronymische Namen (abgeleitet vom Vornamen der Mutter) offiziell vergeben werden. Diese Reform gilt als wichtiges Zeichen für die Anerkennung kultureller Minderheiten und stärkt die Identität Ostfrieslands. Das Namensrecht gilt für alle, die sich der friesischen Volksgruppe zugehörig fühlen.

## Beiern
Das Beiern ist eine besondere Form des Glockenschlags, die in Ostfriesland und den Niederlanden verbreitet war und die bis heute in Ostfriesland erhalten ist. Der Name stammt vom mittelniederländischen Wort für Glockenspieler. Dabei schlägt man den Klöppel mit kurzen, ruckartigen Bewegungen gegen den Glockenrand, um an hohen kirchlichen Feiertagen oder zum Jahreswechsel ein rhythmisches Klangbild zu erzeugen. Die Technik erfordert Übung und wird nur von ausgewählten Personen ausgeführt, etwa in Schortens, wo das Beiern seit über 150 Jahren praktiziert wird. In Aurich erklingt aus dem Turm der Lambertikirche eine festgelegte Tonfolge.

## Volkstanz
Nach dem Zweiten Weltkrieg gründeten viele Heimatvereine neue Volkstanz- und Trachtengruppen. Die Tanzlehrerin Hanni Hibben († 1958) aus Leer spielte eine Schlüsselrolle bei der Wiederbelebung des ostfriesischen Tanzguts. Sie rekonstruierte den Tanz Buske di Remmer, den Pastor J. C. Müller 1691 in seiner Memoriale linguae Frisicae beschrieb.
Da die ursprüngliche Choreografie nur bruchstückhaft überliefert ist, schuf Hibben eine neue Fassung, die ostfriesische Gruppen seither aufführen. Später entwickelte die Folkgruppe Wymm eine alternative Version.

## Tracht

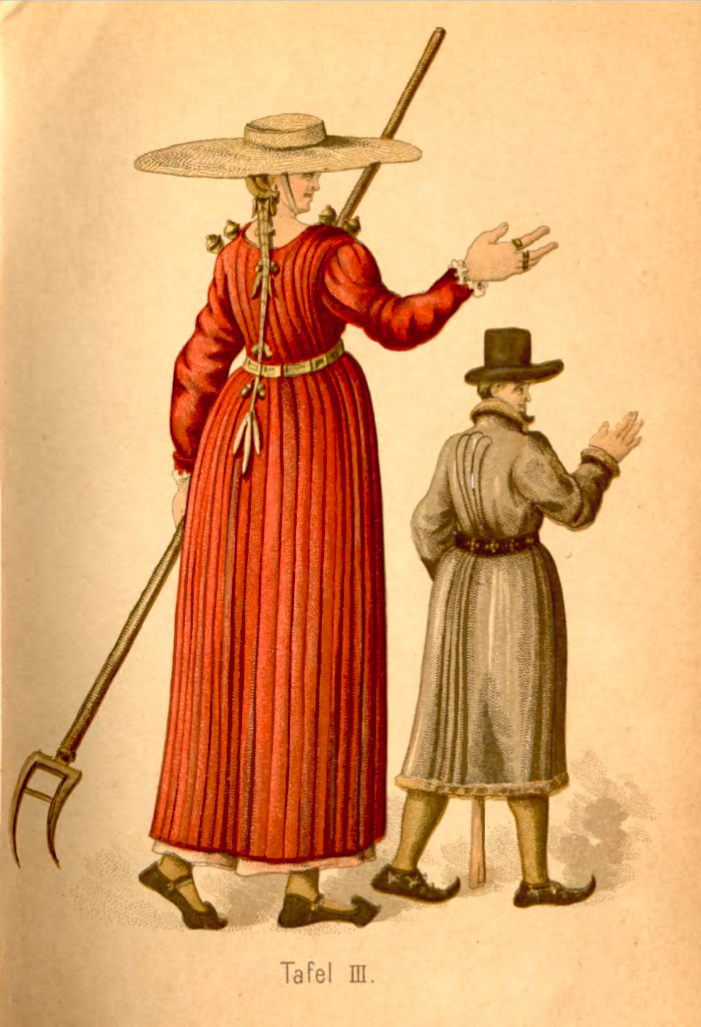
Bäuerinnen mit Strohhut, dahinter ein Bauer. Zeichnung aus dem Hausbuch des Unico Manninga (etwa 1561).

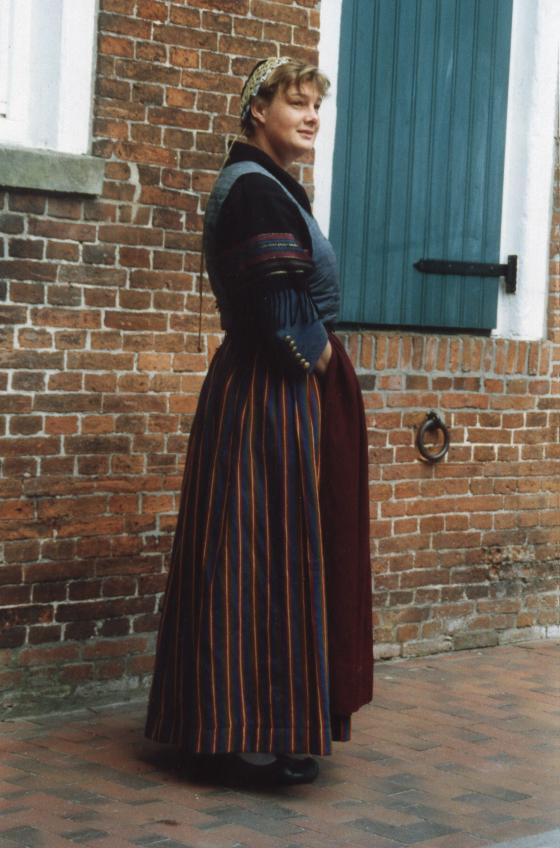
Ostfriesische Tracht (2003)

Die Gestaltung einer eigenen Tracht ist für Heimatvereine schwierig, da in Ostfriesland seit über 150 Jahren keine traditionelle Tracht mehr getragen wird. Ältere Darstellungen, vor allem von Oberschicht und Bauern, finden sich im Hausbuch des Unico Manninga aus dem späten 16. Jahrhundert. Vollständig erhaltene Trachten existieren nicht, doch Einzelteile sind in der volkskundlichen Sammlung der Ostfriesischen Landschaft überliefert.
Rekonstruktionen späterer Trachten stützen sich auf erhaltene Einzelteile, historische Beschreibungen und Darstellungen. Ein von der Ostfriesischen Landschaft initiierter Trachtenausschuss begleitet ihre Entwicklung. Die entstehenden Trachten sind keine exakten Nachbildungen, sondern kunstvoll gestaltete Interpretationen zur kulturellen Darstellung.

## Sport

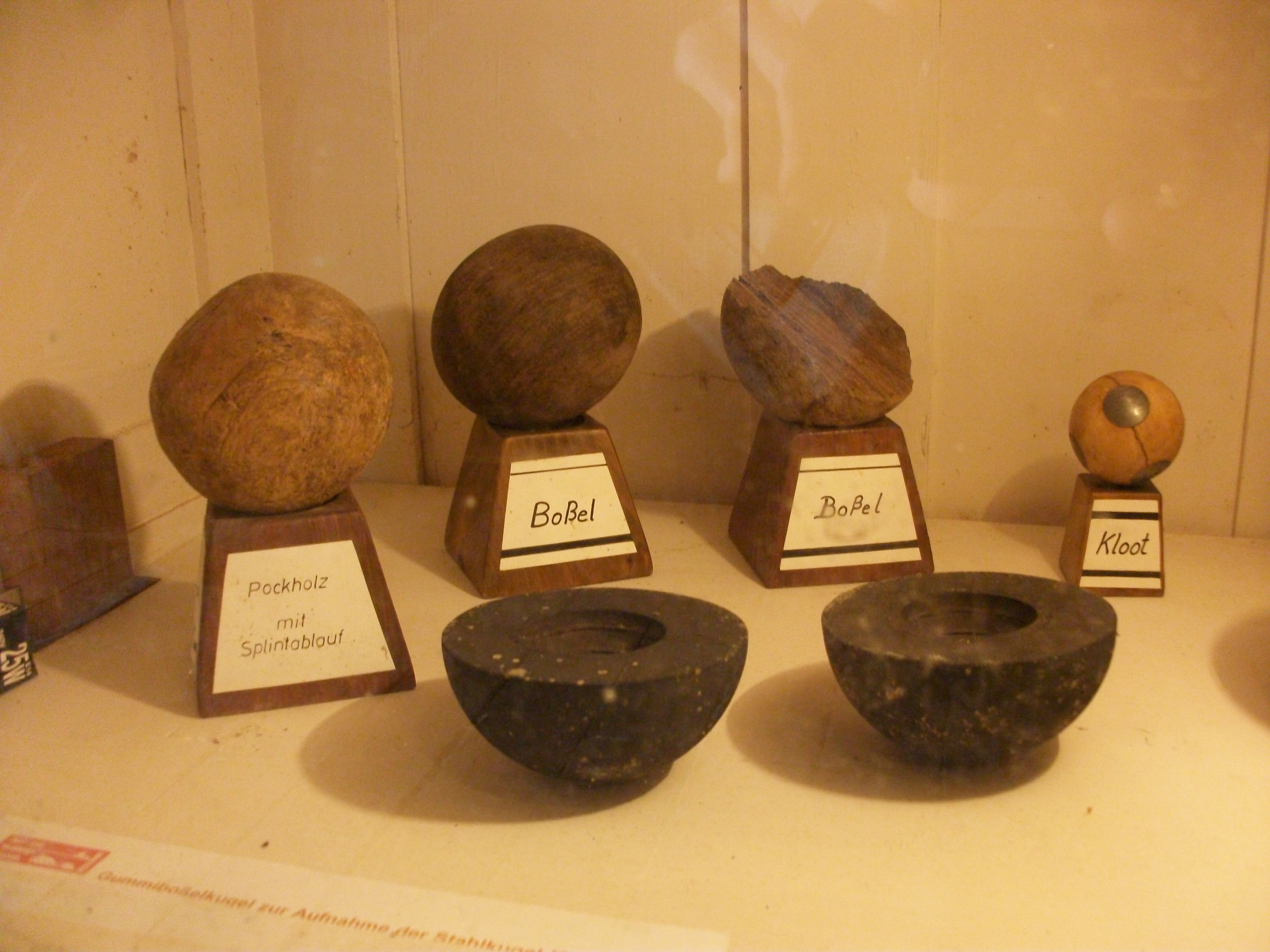
Torf- und Siedlungsmuseum Wiesmoor, Boßel- und Klootkugeln

Das Klootschießen ist eine der ältesten Disziplinen im Friesensport und geht möglicherweise auf eine frühere Verteidigungsform zurück, bei der man den Gegner mit Lehmklumpen bewarf. Bei Wettkämpfen, die oft auf zugefrorenen Weiden stattfinden, wird eine mit Blei gefüllte Holzkugel mit Anlauf und Absprung möglichst weit geworfen. Eine Klage aus dem Jahr 1510 belegt die lange Tradition dieses Sports, der bis heute in Ostfriesland gepflegt wird.

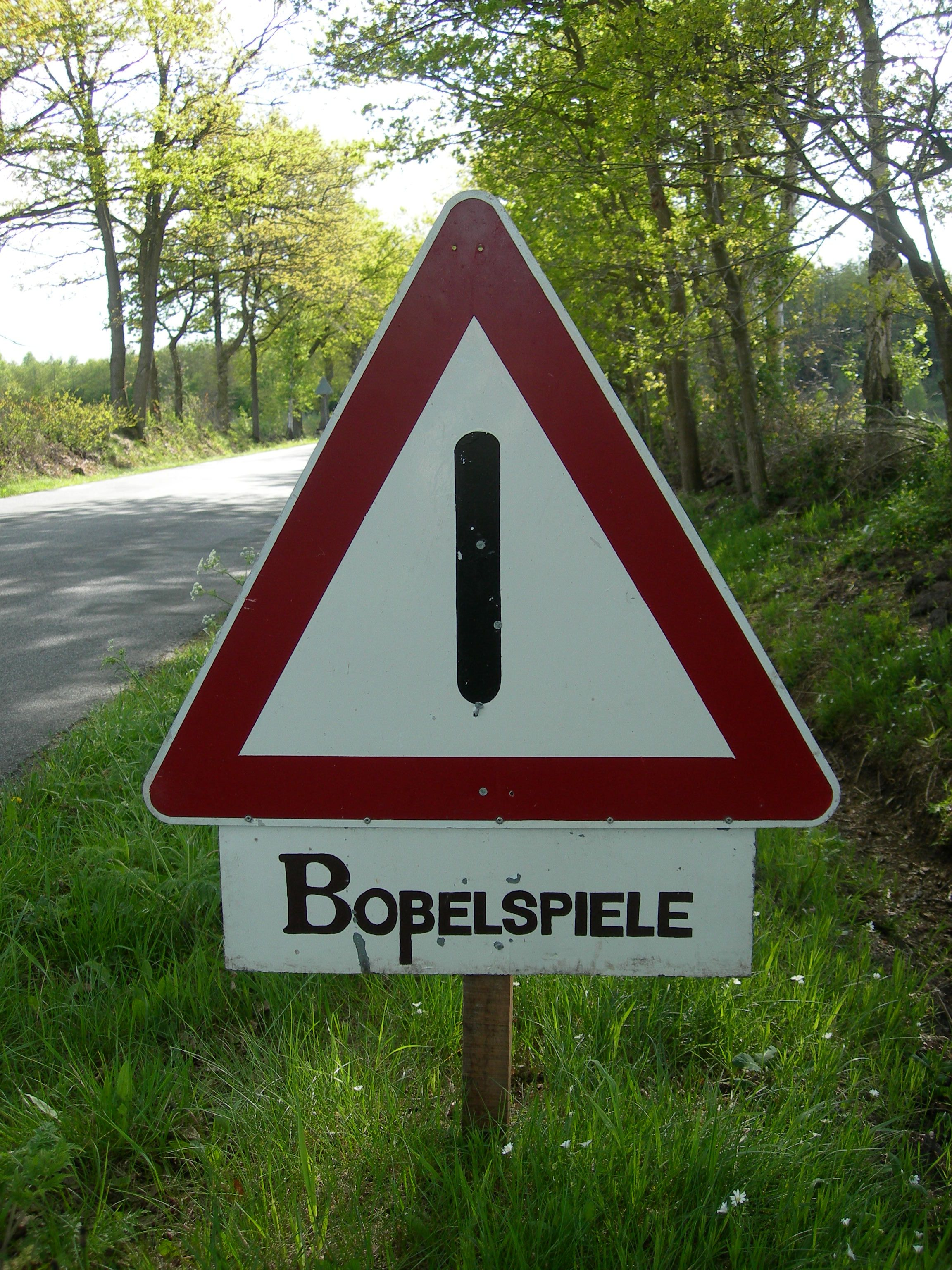
Hinweisschilder auf Boßelwettkämpfe sind an ostfriesischen Straßen keine Seltenheit

Aus dem traditionellen Klootschießen entwickelte sich Ende des 19. Jahrhunderts der Boßelsport, bei dem es darum geht, eine Kugel mit möglichst wenigen Würfen über eine vorgegebene Strecke zu befördern. Zwei Mannschaften treten gegeneinander an, wobei jeder Werfer von der Stelle abwirft, an der der vorherige Wurf seiner Mannschaft gelandet ist. Die Kugeln bestehen aus Hartholz, Kunststoff oder Gummi und können bei einem guten Wurf über 300 Meter weit rollen. In Ostfriesland sind rund 30.000 Friesensportler aktiv. Alle vier Jahre werden mit Mannschaften aus Italien, Irland, den Niederlanden, Ostfriesland/Oldenburg und Schleswig-Holstein Europameisterschaften ausgetragen, zuletzt 2024 in Neuharlingersiel.
Das Bessensmieten ist eine winterliche Mannschaftssportart, bei der statt Kugeln handelsübliche Reisigbesen geworfen werden. Ähnlich wie beim Boßeln gewinnt die Mannschaft, die den Besenkopf mit den wenigsten Würfen bis zum Ofen eines Hauses befördert. Das Bessensmieten wird vor allem im Landkreis Wittmund gepflegt.
Das Pultstockspringen (auch Pullstockspringen, Paddstockspringen, Pulsstockspringen) ist eine traditionelle Technik, um Gräben oder kleine Wasserläufe mithilfe eines langen Stabes zu überwinden. Ursprünglich eine praktische Methode zur Fortbewegung, wird sie heute in Regionen wie dem Rheiderland und Jeverland als sportlicher Wettbewerb ausgetragen.
Die Schlickschlitten (Kreier) wurden von den Dollartfischern genutzt, um sich über das Watt zu ihren Reusen fortzubewegen und den Fang einzuholen. Nach dem Ende der gewerblichen Reusenfischerei Mitte des 20. Jahrhunderts lebt diese Technik heute in sportlichen Schlickschlittenrennen entlang der Küste vom Dollart bis zum Jadebusen weiter.
Das Kaispööl ist ein traditionelles Wurfspiel, das auf Norderney gespielt wird und seinen Ursprung im niederländischen Kaaibakker hat. Ziel ist es, mit einem Kaistein möglichst nah an einen Zielstein zu werfen und später den sogenannten Geldstein mit Münzen umzuwerfen, um die Gewinne zu sichern. In Zeiten knappen Bargelds ersetzten die Spieler Münzen durch Plöttjes, bemalte Porzellanscherben, um ihre Einsätze zu markieren. Heute werden Wettkämpfe zwischen Norderneyern und Niederländern ausgetragen, wobei die jeweilige Heimvariante der Spielregeln gilt.

## Märkte

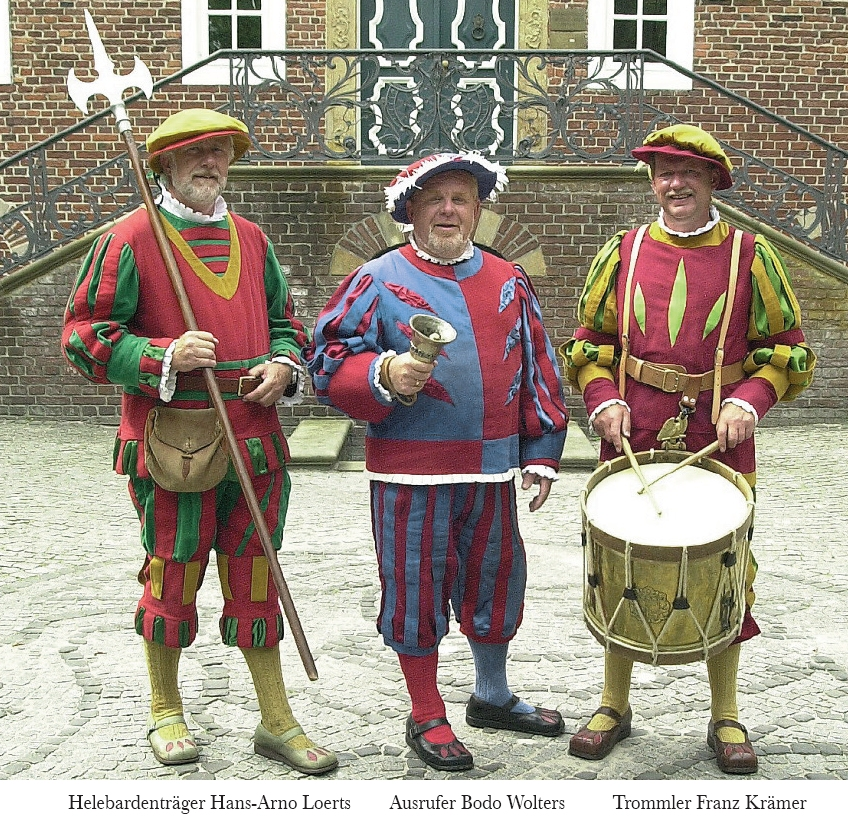
Die Gallimarkt-Herolde

Der Gallimarkt in Leer, eines der größten Volksfeste Ostfrieslands, geht auf das Jahr 1508 zurück, als Graf Edzard der Große der Stadt das Marktrecht verlieh. Ursprünglich als Viehmarkt zum Gedenken an den Heiligen Gallus angesetzt, entwickelte sich gegen Ende des 19. Jahrhunderts daraus ein großes Volksfest. Bis heute eröffnet der Viehmarkt am zweiten Mittwoch im Oktober um 6:00 Uhr das fünftägige Fest, gefolgt von der offiziellen Kirmeseröffnung in der Altstadt. Seit der 400-Jahr-Feier zu Beginn des 20. Jahrhunderts proklamieren Herolde gemeinsam mit dem Bürgermeister den Beginn des Marktes. Mit einer plattdeutschen Rede auf der Rathaustreppe und dem traditionellen Ausruf der Herolde beginnt das bunte Treiben, das Besucher aus der ganzen Region anzieht.
Das Schützenfest der Schützencompagnie Esens e. V. von 1577 zählt zu den größten und traditionsreichsten Festen in Niedersachsen und gilt als eines der wichtigsten in Ostfriesland. Die fünftägigen Feierlichkeiten beginnen am Freitag mit der Festplatzeröffnung, einem Platzkonzert und einem Fackelumzug mit „Großem Zapfenstreich“. Höhepunkte sind die Festumzüge am Sonntag und Montag, bei denen über 1500 Teilnehmer durch die geschmückten Straßen ziehen, sowie die feierliche Proklamation des neuen Schützenkönigs. Den Abschluss bildet am Dienstag ein großes Höhenfeuerwerk.

## Berufswesen
Eine regionale Besonderheit ist der Beruf des Knochenbrechers (plattdeutsch Knakenbreker), der laut volkstümlicher ostfriesischer Bezeichnung ein traditioneller, alternativer Heilkundler ist und somit ein Laie, der ohne fachliche Vorbildung Glieder einrenkt.
Bei Amtsantritt eines neuen Pastors in einer ostfriesischen Kirchengemeinde wird er traditionell an der Gemeindegrenze abgeholt und feierlich zu seiner Pfarrstelle begleitet. Am Vortag errichten die Gemeindemitglieder einen geschmückten Bogen am Eingang des Pfarrhauses, um ihn willkommen zu heißen. Bis in die Mitte des 20. Jahrhunderts wurde dieser Brauch auch für neue Lehrer gepflegt. Die Einholung symbolisiert die enge Verbindung zwischen Pastor und Gemeinde, vergleichbar mit dem „Bund fürs Leben“ in der Ehe.
Eine lange Tradition hatte die Herstellung von Kloot- und Boßelkugeln. Inzwischen gilt Heinrich-Jürgen Eden aus Großefehn als letzter Berufsdrechsler, der die Sportgeräte nach traditioneller Handwerkskunst aus Pockholz herstellt, will die Produktion aber einstellen. Boßelkugeln aus Kunststoff werden aber weiterhin in Ostfriesland gefertigt.

## Vereine und Verbände
Das Brauchtum Ostfrieslands wird aktiv gepflegt, etwa durch Vereine, Museen und Veranstaltungen. Es dient der Bewahrung der regionalen Identität und zieht zudem Touristen an, die an der authentischen Kultur interessiert sind.
Als höherer Kommunalverband ist die Ostfriesische Landschaft in den Bereichen Kultur, Wissenschaft und Bildung in und für Ostfriesland tätig. Sie arbeitet dazu mit den in diesen Bereichen tätigen Organisationen zusammen, setzt sich für den Gebrauch der Regionalsprache in Ostfriesland ein und wahrt als Hüterin der friesischen Überlieferung zudem die geschichtlichen und kulturellen Zusammenhänge des friesischen Küstenraumes und pflegt die Verbundenheit mit allen Friesen innerhalb und außerhalb Europas.
Der Landesklootschießerverband Ostfriesland (LKV) ist mit seinen rund 25 800 Mitgliedern die Dachorganisation der Boßel- und Klootschießervereine in Ostfriesland, sieht sich aber ausdrücklich nicht nur als Sportverband. Der Verband hat sich per Satzung dazu verpflichtet, auch „für die Erhaltung der friesischen Eigenart auf allen kulturellen Gebieten … einzutreten und insbesondere die Plattdeutsche Sprache zu wahren und zu fördern“.

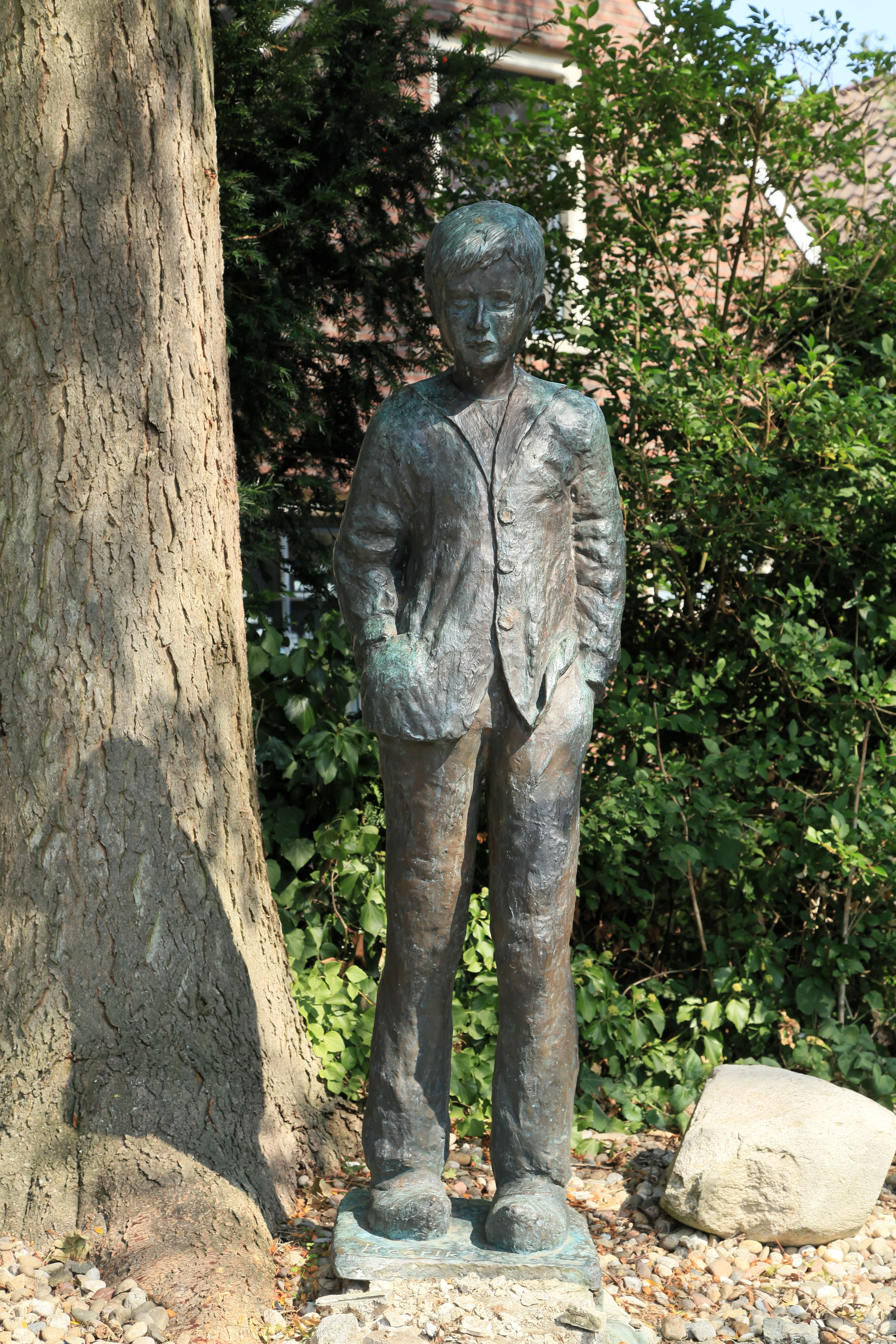
„Keerlke“ von Christian Eisbein, Rathausinnenhof in Leer (Ostfriesland)

Der Verein Oostfreeske Taal setzt sich für den Erhalt und die Förderung der ostfriesischen Landessprache ein, indem er deren Gebrauch in mündlicher und schriftlicher Form fördert. Er beobachtet sprachliche Entwicklungen mit dem Ziel, Ostfriesland auch in Zukunft als „Zweisprachenland“ zu bewahren. Zudem fördert der Verein die wissenschaftliche Auseinandersetzung mit der ostfriesischen Landessprache und macht deren Forschungsergebnisse einer breiten Öffentlichkeit zugänglich. Ein weiteres Anliegen ist die Sicherstellung einer einheitlichen Schreibweise nach den Empfehlungen der Arbeitsgruppe der Ostfriesischen Landschaft, sodass die Sprache nicht nur gesprochen, sondern auch in standardisierter Form geschrieben und gelesen werden kann. Der vom Verein vergebene Keerlke-Preis ist der wichtigste ostfriesische Preis für Verdienste um die plattdeutsche Sprache.
Heimatvereine setzen sich für die Bewahrung, Erforschung und Förderung regionaler Kultur, Geschichte und Traditionen ein. Sie organisieren Veranstaltungen und pflegen historische Stätten.
Mehr als 40 ostfriesische Volkstanzgruppen haben sich zur Arbeitsgemeinschaft Ostfriesischer Volkstanzgruppen zusammengeschlossen. Neben Gemeinschaftsveranstaltungen organisiert sie Fortbildungen und Schulungen zur Pflege von Tanz, Liedgut, Sprache und Brauchtum.

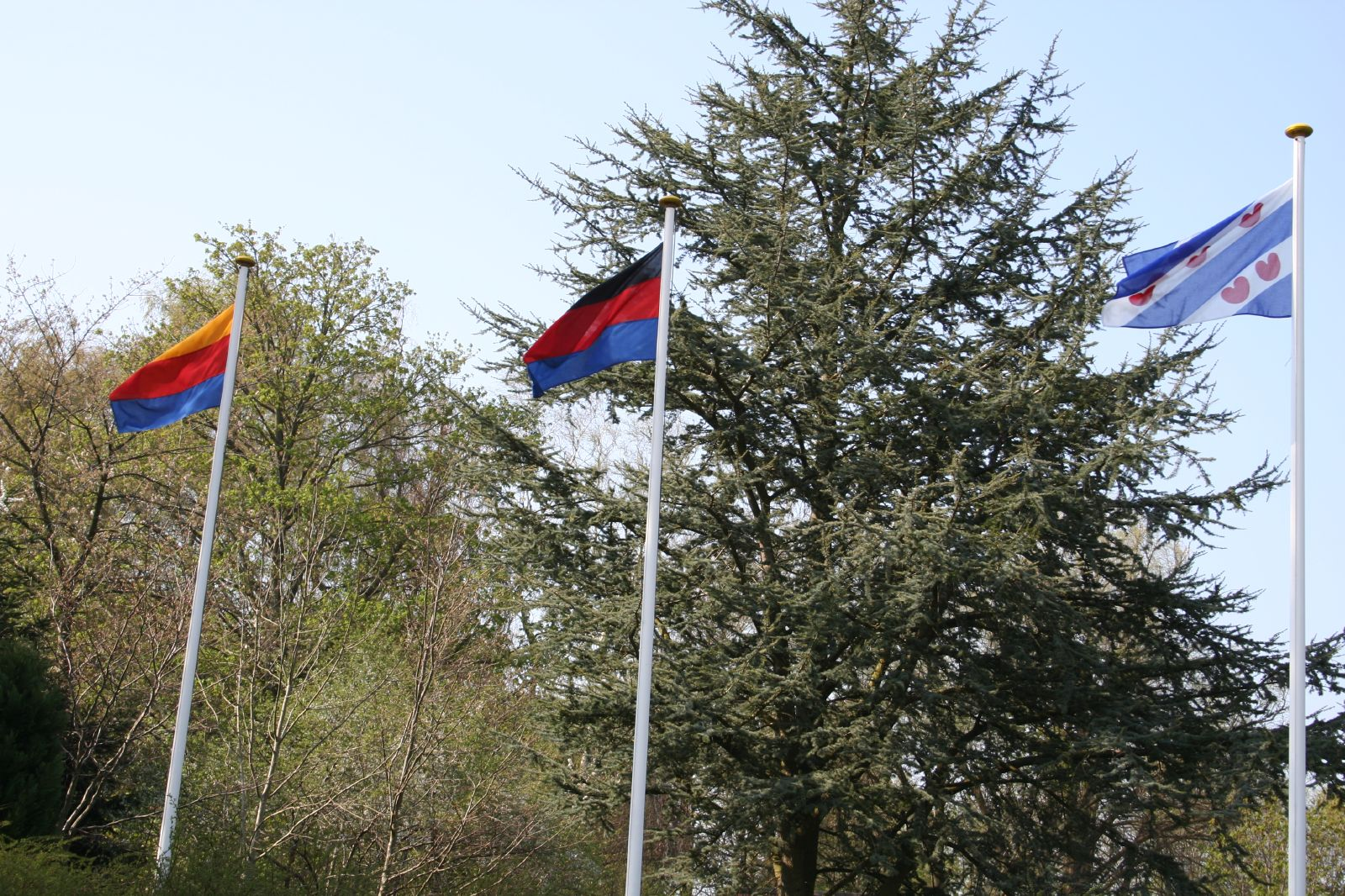
Beflaggung beim Interfriesischen Kongress 2006

Die Friesenkongresse sind regelmäßige Treffen der Friesen aus West-, Nord- und Ostfriesland sowie der Butjadinger, Wurster und Saterländer Friesen. Sie finden alle drei Jahre wechselnd in einer der Regionen statt und werden vom Friesenrat organisiert.
In Anknüpfung an die historischen Versammlungen am Upstalsboom wurde der erste Kongress nach dem Zweiten Weltkrieg 1955 dort abgehalten. Seither sind die Treffen ein wichtiger Bestandteil der friesischen Kulturpflege. Fachvorträge, Diskussionen und ein kulturelles Rahmenprogramm dienen der Stärkung der gemeinsamen Identität und des interfriesischen Austauschs.